# Arte erótico
El arte erótico se refiere un amplio campo de las artes visuales que incluye cualquier obra artística cuyo propósito sea el de evocar excitación erótica. Por lo general, estas obras muestran desnudez humana o actividades sexuales, y ha incluido obras en varios medios visuales, incluyendo dibujos, grabados, pinturas, fotografías, esculturas y películas. Algunas de las obras de arte más antiguas conocidas incluyen temas o motivos eróticos, que han sido recurrentes con diversos grados de prominencia en diferentes sociedades a lo largo de la historia. A la vez, el arte erótico ha sido considerado también en general un tabú, y se han creado normas sociales o leyes que restringen su creación, distribución y posesión. Esto ocurre particularmente cuando tal arte es considerado pornográfico, inmoral u obsceno.

## Definición

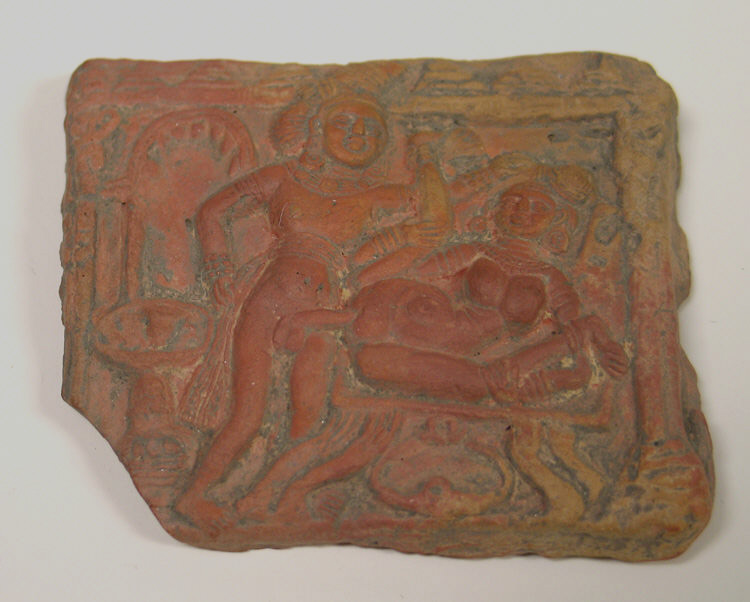
Placa de arcilla. India,

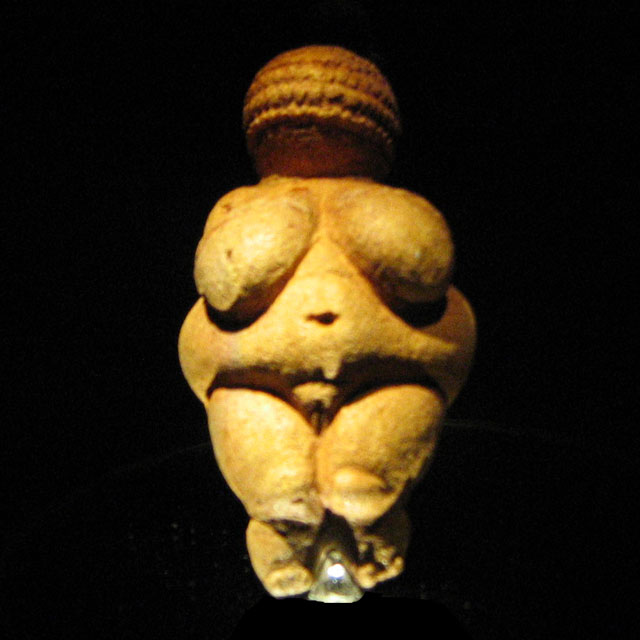
La Venus de Willendorf, una figurilla con características sexuales exageradas

Qué es definido como arte erótico puede ser un asunto subjetivo en tanto depende del contexto, ya que las percepciones respecto a lo que es erótico y lo que es arte varían. En algunas culturas, por ejemplo, una escultura de un falo puede considerarse un símbolo tradicional de potencia más que algo explícitamente erótico. Asimismo, materiales usados para ilustrar educación sexual pueden ser percibidos por otras personas como inapropiadamente eróticos. La Enciclopedia de Filosofía de Stanford define el arte erótico como «arte que se hace con la intención de estimular sexualmente a su público objetivo, y que logra hasta cierto punto hacerlo».
Una distinción que se hace frecuentemente es aquella entre arte erótico y pornografía, la cual también representa escenas de actos sexuales y tiene por objeto evocar excitación erótica. En general, la pornografía no suele considerarse una obra de arte. Tal distinción puede hacerse según la intención y el mensaje de la obra, de manera tal que el arte erótico se refiere a obras destinadas a fines adicionales al de la excitación, que podrían ser apreciadas como arte por parte de alguien que no esté interesado en su contenido erótico. Potter Stewart, juez de la Corte Suprema de Estados Unidos, escribió en 1964 que tal distinción era intuitiva y afirmó sobre la pornografía hardcore, opinando que no debía recibir protección legal como arte erótico, que: «Lo reconozco cuando lo veo».
Otros autores, entre ellos los filósofos Matthew Kieran y Hans Maes, han argumentado que hacer una distinción estricta entre arte erótico y pornografía es imposible.

## Historia

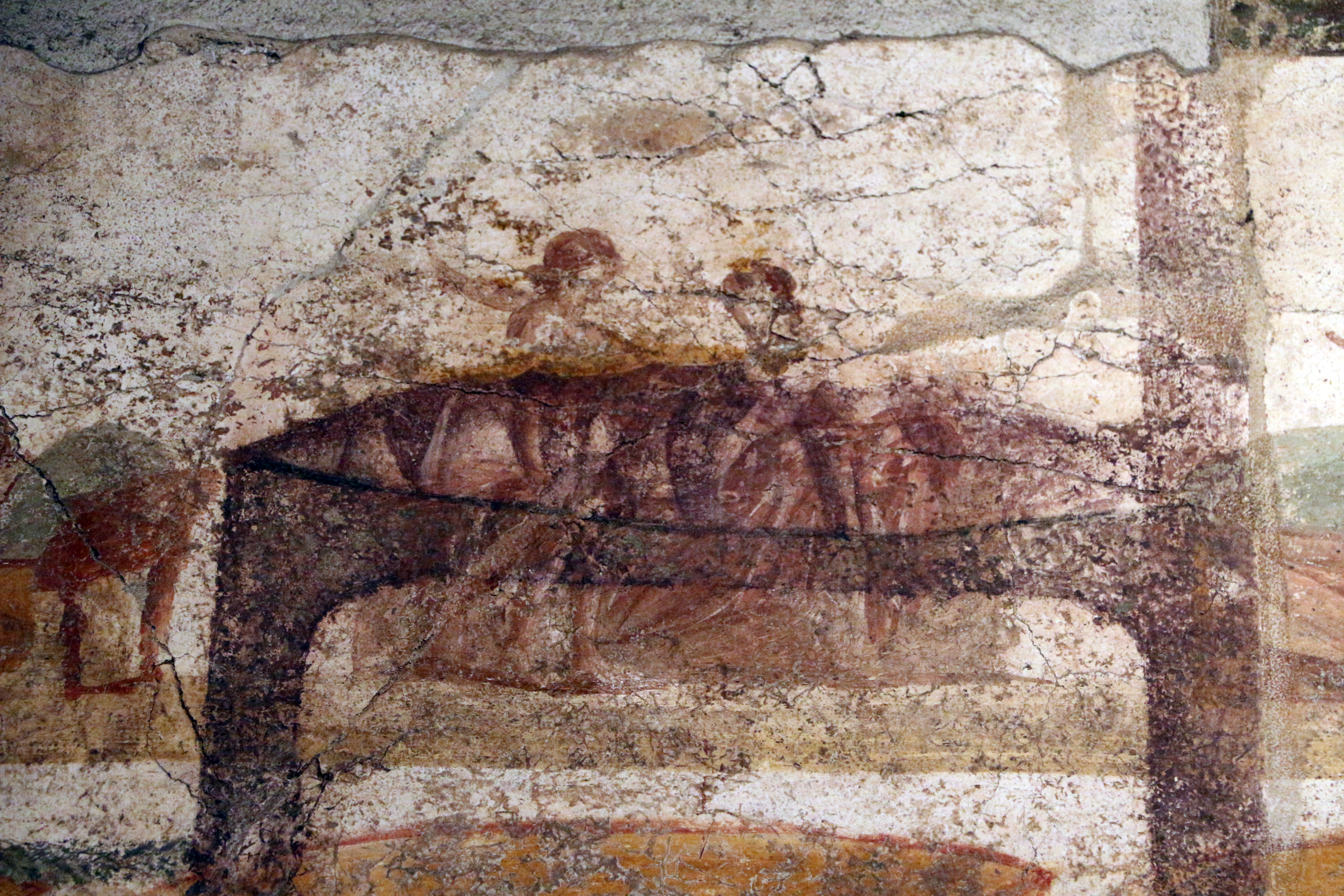
Escena de sexo lésbico. Pintura mural. Baños suburbanos, Pompeya.

Entre los ejemplos más antiguos de representaciones eróticas que aún se conservan se encuentran pinturas y tallas rupestres provenientes del Paleolítico, si bien muchas culturas han creado arte erótico. Por ejemplo, se han descubierto artefactos de la antigua Mesopotamia que muestran escenas de sexo heterosexual explícito.Arte glíptico del Período Dinástico Arcaico sumerio muestra frecuentemente escenas de sexo frontal en posición del misionero. En placas votivas mesopotámicas de comienzos del segundo milenio a. C., se muestra generalmente a hombres penetrando a mujeres por detrás mientras éstas se inclinan y bebe cerveza con una pajita.Asimismo, estatuillas votivas de plomo provenientes del asirio medio a menudo muestran a un hombre de pie y penetrando a la mujer mientras ella reposa sobre un altar.

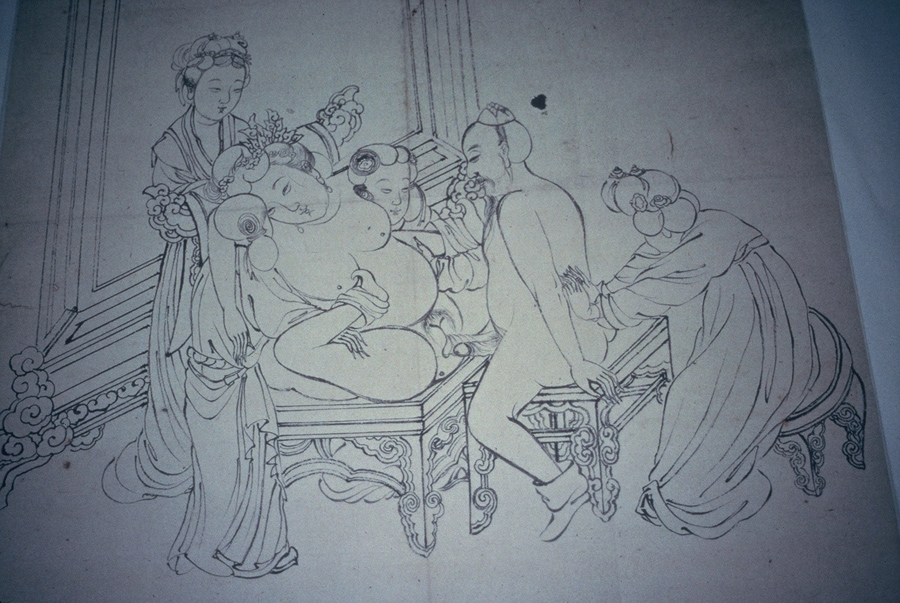
Se cree que esta imagen es un boceto de un cuadro creado en el período anterior al Song, antes del 960 d.C. Se cree que este boceto en particular fue creado entre principios y mediados del.

Si bien académicos han tradicionalmente interpretado todas estas representaciones como escenas de sexo ritual,es más probable que estén asociadas con el culto a Inanna, la diosa sumeria del sexo y la prostitución. Muchas imágenes sexualmente explícitas han sido halladas en el templo de Inanna en Assur,en el que también había modelos de órganos sexuales masculinos y femeninos,tales como falos de piedra, que posiblemente hayan sido usados alrededor del cuello como amuletos o empleados para decorar estatuas de culto, así como modelos en arcilla de la vulva.

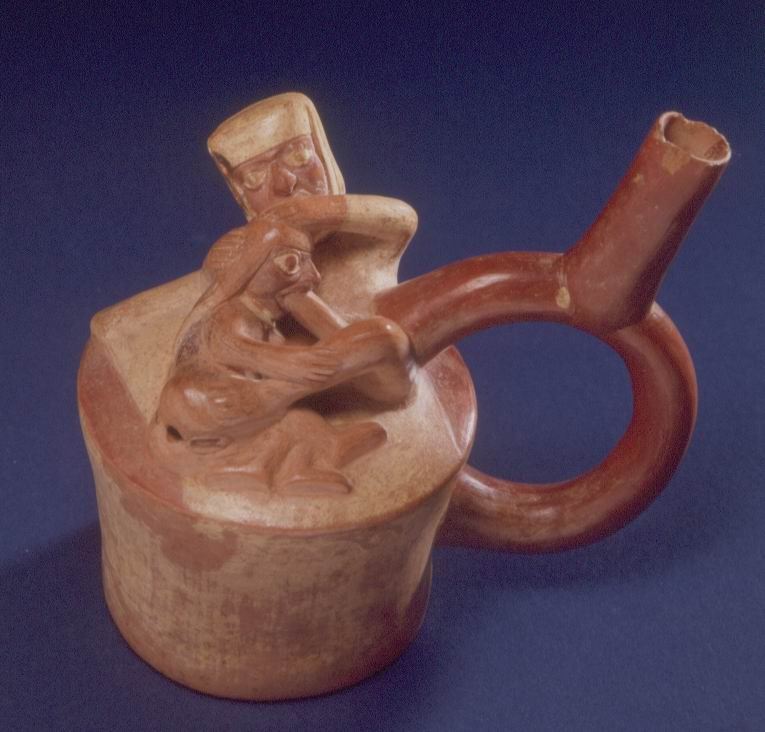
Vasija de cerámica. Cultura moche, Perú. Museo Larco, Lima. 300 d. C.

Aunque representaciones del coito no eran comunes en el repertorio general del arte formal en el antiguo Egipto, se han encontrado bocetos rudimentarios de coito heterosexual en fragmentos de cerámica y en grafitis. El llamado Papiro erótico de Turín (Papiro 55001) es un rollo de papiro egipcio de 2,6 m x 25 cm descubierto en Deir el-Medina, cuyos últimos dos tercios consisten en una serie de doce viñetas que muestran a mujeres y hombres en diversas posturas sexuales.En las ilustraciones los hombres aparecen «desaliñados, calvos, bajos y barrigones» con genitales exageradamente grandes, muy diferentes a los estándares egipcios de atractivo físico.Por su parte, las mujeres son núbilesy aparecen junto con objetos de iconografía erótica tradicional, tales como hojas de enredaderas. En algunas escenas, sostienen en sus manos elementos tradicionalmente asociados con Hathor, la diosa egipcia del amor, tales como flores de loto, monos o instrumentos musicales sagrados llamados sistros. El rollo fue probablemente pintado en el período ramésida (1292-1075 a. C.) y su alta calidad artística sugiere que fue hecho para un público adinerado. No se han descubierto otros pergaminos similares.

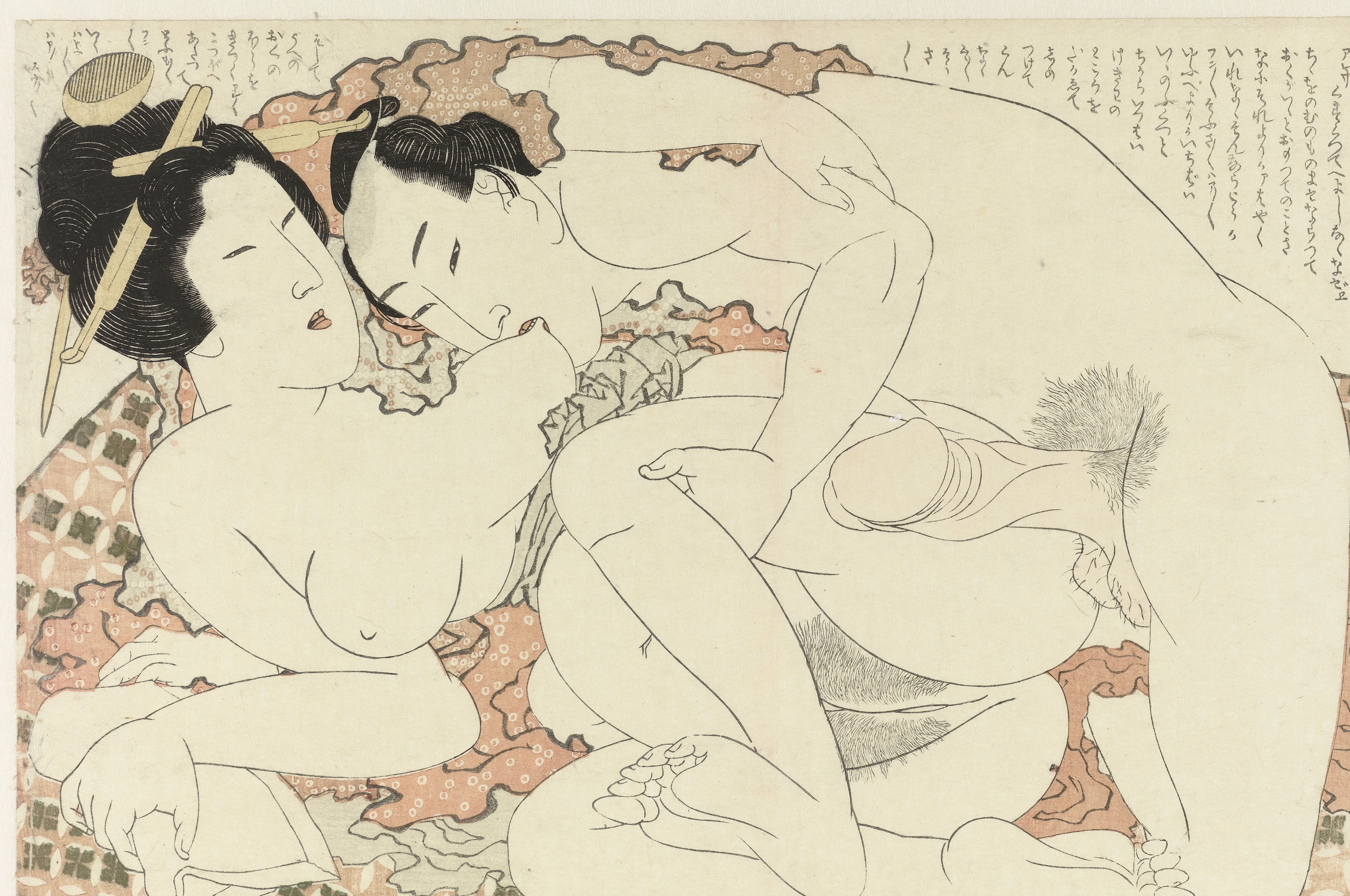
Shunga. Hokusai. Japón. 1815–1823.

Los antiguos griegos pintaban escenas sexuales en sus cerámicas, muchas de ellas famosas por ser algunas de las representaciones más antiguas de relaciones entre personas del mismo sexo y pederastia. Numerosas pinturas sexualmente explícitas pueden encontrarse en las paredes de edificios romanos en ruinas en Pompeya. La cultura moche del Perú en América del Sur fue otro pueblo antiguo que esculpía escenas explícitas de sexo en sus cerámicas. Hay una galería entera dedicada a la cerámica erótica precolombina (cultura Moche) en el Museo Larco en Lima. Edward Perry Warren, fascinado por el arte griego durante la universidad, se dedicó a coleccionar piezas de arte erótico griego que a menudo representaban relaciones sexuales homosexuales, como la Copa Warren, una copa grecorromana en la que aparecen escenas de sexo anal entre hombres. Muchas de las piezas de la ecléctica colección de Warren a lo largo de los años se encuentran en el Museo de Bellas Artes de Boston.
El califa omeya Walid II, que regentó el imperio árabe islámico en el siglo VIII, fue un gran mecenas del arte erótico. Entre los muchos frescos en el castillo de Qusair Amra, que fue construido por orden suya, se encuentra una abundancia de imágenes de mujeres desnudas y escenas amorosas.
Hay una larga tradición de arte erótico en culturas orientales. En Japón, por ejemplo, el género erótico del shunga apareció en el siglo XIII y continuó creciendo en popularidad hasta finales del siglo XIX, con la llegada de la fotografía. El shunga, traducido como «imágenes primaverales», apareció durante el período Edo (1600-1869), y consistía era una serie de pinturas sexualmente explícitas creadas con tinta o xilografía que se imprimían en rollos de papel para propósitos de introducción a la educación sexual. El shunga, que fue adoptado por individuos como parte de la religión sintoísta, se enfocaba en liberar el ser sexual innato que yace dentro de todo ser humano, incluyendo mujeres y homosexuales. Mostraba a parejas realizando actos sexuales mientras reían y disfrutaban del encuentro sexual con su pareja, de manera que se centraba en la positividad del sexo.
No obstante, el shunga encontró oposición alrededor de 1700 y fue prohibido en Japón, si bien su circulación continuó. Era posible encontrar shunga en bibliotecas locales y en los hogares de muchos japoneses. De manera similar, el arte erótico de China llamado chun gong tu alcanzó su apogeo popular durante la última parte de la dinastía Ming. En la India, apareció el famoso Kama Sutra, un antiguo manual sexual que todavía se lee popularmente en todo el mundo.
En Europa, a partir del Renacimiento, apareció la tradición de escribir literatura erótica para diversión de la aristocracia. Por ejemplo, el I Modi fue un libro erótico con grabados de actos sexuales hechos por Marcantonio Raimondi, con base en diseños de Giulio Romano. Se cree que el I modi fue escrito entre 1524 y 1527.
En 1601, Caravaggio pintó El amor victorioso para la colección del marqués Vincenzo Giustiniani.
Un gabinete erótico, encomendado por Catalina la Grande, parece haber estado adyacente a sus habitaciones en el Palacio de Gátchina. El mobiliario era excéntrico, con mesas que tenían grandes penes por patas. Había penes y vulvas tallados en los muebles y las paredes estaban cubiertas de arte erótico. Se sabe que dos oficiales de la Wehrmacht vieron las habitaciones y los muebles en 1941, pero al parecer han desaparecido desde entonces. En un documental de Peter Woditsch se ha sugerido que el gabinete estaba en el Palacio Peterhof y no en el de Gátchina.
La tradición del arte erótico fue continuada por otros pintores más modernos, como Fragonard, Courbet, Millet, Balthus, Picasso, Degas, Toulouse-Lautrec o Egon Schiele. Schiele, por ejemplo, pasó un tiempo en prisión y las autoridades destruyeron varias de sus obras por ofender las costumbres contemporáneas con sus representaciones de jóvenes desnudas.
Para el siglo XX, la fotografía se convirtió en el medio más común para el arte erótico. Así, editoriales tales como Taschen produjeron y publicaron ilustraciones y fotografías eróticas en masa.

## A partir delsigloXX
Si bien muchos artistas eróticos aparecieron en la década de 2010, gran parte del género todavía no es bien aceptado en la misma manera que géneros artísticos más estándar, como los retratos o los paisajes. Las representaciones eróticas en el arte pasaron por un reposicionamiento fundamental a lo largo del siglo XX. Movimientos artísticos de comienzos del siglo XX, tales como el cubismo, el futurismo o el expresionismo alemán, exploraron lo erótico a través de la manipulación del desnudo para explorar múltiples puntos de vista, la experimentación del color y la simplificación de la figura en sus componentes geométricos.
A mediados del siglo XX, tanto el realismo como el surrealismo ofrecieron modos novedosos de representación del desnudo. Para los surrealistas, lo erótico se convirtió en una manera de explorar ideas sobre la fantasía, el inconsciente oel estado onírico. Artistas como Paul Delvaux, Giorgio de Chirico o Max Ernst fueron surrealistas muy célebres que abordaron directamente lo erótico. Tras la Primera Guerra Mundial, se evidenció un alejamiento de las figuras humanas abstractas de las décadas de 1920 y 1930 hacia el realismo. Artistas como el británico Stanley Spencer lideraron esta aproximación reapropiada de la figura humana en Gran Bretaña, con autorretratos desnudos junto con su segunda esposa en escenarios eróticos. Esto es evidente de manera explícita en su obra Doble retrato desnudo de 1937.
Podría afirmarse que los retratos de desnudos se estaban convirtiendo en una categoría de arte erótico que dominaba el siglo XX, tal y como el desnudo académico había dominado el siglo XIX. Escritos críticos acerca del «desnudo» y, en particular, el desnudo femenino, representaron cambios fundamentales en cómo se consideraban las representaciones del desnudo y cómo se representaba la sexualidad. Textos seminales como The nude: A study of ideal art del historiador de arte británico Kenneth Clark de 1956 o el crítico de arte John Berger en su libro de 1972 Ways of Seeing, estaban reexaminando la noción de lo desnudo y el desnudo dentro del arte. Este período del arte estuvo definido por un agudo compromiso con lo político. Marcó un momento histórico que enfatizó la importancia de la revolución sexual en los EE.UU: en el arte.
Las décadas de 1960 y 1970 fueron una época de cambios políticos y sociales en los Estados Unidos y Europa. Surgieron movimientos que la luchaban por la igualdad de las mujeres con un enfoque en la sexualidad, los derechos reproductivos, la familia y el lugar de trabajo. En esta época, artistas e historiadores empezaron a investigar cómo las imágenes en el arte y medios occidentales se hacían a menudo dentro de una narrativa masculina y, en especial, cómo perpetuaban idealizaciones de lo femenino. Tales cuestionamientos y preguntas sobre la mirada masculina global dentro de la narrativa artística histórica, manifestada tanto en escritos críticos como en la práctica artística, llegó a definir mucho del arte de mediados a finales del siglo XX, así como del arte erótico. Carol Duncan, historiadora del arte estadounidense, resume la «mirada masculina» y su relación con el arte erótico, señalando que: «Más que cualquier otro tema, el desnudo pudo demostrar que el arte se origina y se sustenta en la energía erótica masculina. Es por esto que muchas obras 'seminales' de la época son desnudos». Artistas como Sylvia Sleigh ejemplifican una inversión de la mirada masculina, en tanto su obra representa a modelos masculinos en posturas eróticas reclinadas tradicionales que generalmente estaban reservadas para el desnudo femenino como parte de la tradición de la 'odalisca'.
Para mediados del siglo XX, el auge del feminismo, la revolución sexual y el arte conceptual significaron que la interacción entre la imagen y el público, y entre artista y público, empezara a cuestionarse y redefinirse, abriendo nuevas áreas posibles de práctica. Por ejemplo, algunos artistas empezaron a utilizar sus propios cuerpos desnudos y a representar narrativas alternativas de lo erótico, a través de nuevos lentes. En ese tiempo se empezaba a utilizar nuevos medios para retratar desnudos y lo erótico, y artistas femeninas utilizaron el performance y la fotografía para atraer la atención hacia cuestiones de relaciones de poder en el género y los límites borrosos entre pornografía y arte. Artistas tales como Carolee Schneemann o Hannah Wilke usaron estos nuevos medios para cuestionar los constructos de roles de género y la sexualidad. Las fotografías de Wilke, por ejemplo, satirizaban la cosificación masiva del cuerpo femenino en la pornografía y la publicidad.
El arte performance ha florecido desde la década de 1960, y se le considera una respuesta directa y un desafío a los tipos de medios tradicionales, estando asociado con la desmaterialización de la obra u objeto de arte. A medida que florecieron las performances sobre lo erótico en las décadas de 1980 y 1990, artistas masculinos y femeninos exploraron estrategias novedosas de representación de lo erótico.
La aceptación y popularidad del arte erótico ha impulsado el género a la cultura popular masiva, creando muchos íconos famosos. Frank Frazetta, Luis Royo, Boris Vallejo, Chris Achilleos y Clyde Caldwell son algunos de los artistas cuya obra ha gozado de amplia distribución. El Guild of Erotic Artists (Gremio de artistas eróticos) fue fundado en 2002 para reunir a un grupo de personas con ideas afines cuyo único propósito era expresarse a sí mismos y promover el arte sensual del erotismo para la era moderna.
Entre 2010 y 2015, la sexóloga y marchante Laura Henkel, curadora del Erotic Heritage Museum y de la Galería Sin City, localizadas Las Vegas, organizó la exposión '12 pulgadas de pecado', centrada en arte que expresaba una perspectiva diversa de la sexualidad y que cuestionaba las ideas de arte superior e inferior. Lo erótico sigue explorándose y empleándose en nuevos tipos de obras de arte en la actualidad y los profundos desarrollos acaecidos en el siglo XX siguen sustentando gran parte del arte erótico y la intención artística predominantes.

## Colecciones de arte erótico
El arte erótico ha sido a menudo objeto de censura. A los censores, que se esforzaban, cuando no era posible destruir las obras de arte erótico, al menos por limitar su difusión, se oponían los coleccionistas de arte erótico, que intentaban dar un hogar a las obras perseguidas. Además de las actividades de los coleccionistas que seguían sus pasiones u obsesiones, también se crearon importantes colecciones de arte erótico tratando de mantener estas obras alejadas del público sin querer destruirlas.
Una primera e importante colección de este tipo surgió a raíz del descubrimiento de arte erótico antiguo en Pompeya. Las obras que se creía que debían permanecer ocultas debido a su carácter potencialmente ofensivo se guardaron en el llamado Gabinetto Segreto de Nápoles. En el siglo XIX, la sala que contenía la colección llegó incluso a ser tapiada en algunas ocasiones. Las obras sólo empezaron a ser asequibles de forma permanente desde el año 2000. Otros «museos secretos» conocidos son el desaparecido Secretum del Museo Británico de Londres y la sección de la Bibliothèque nationale de París conocida como L'enfer (infierno en francés).
Si bien se ha rumorado tradicionalmente que la mayor colección de arte erótico se encuentra en el Vaticano, no hay pruebas de la existencia de una colección tan extensa. Probablemente, las mayores colecciones de arte erótico del mundo se encuentran o se encontraban en instituciones de investigación de los Estados Unidos, concretamente en las colecciones del Kinsey Institute for Research in Sex, Gender, and Reproduction en la Universidad de Indiana en Bloomington (Indiana) y el Institute for the Advanced Study of Human Sexuality de San Francisco.
Algunos importantes coleccionistas privados de arte erótico fueron:
- Eduard Fuchs, autor alemán de una historia moral en varios volúmenes y de una historia del arte erótico, hoy obsoleta en algunos aspectos, pero aún valorada por su amplia colección de material
- Gérard Nordmann (propietario de grandes almacenes), 1930-1992, Suiza.
- Anton Pachinger, folclorista austriaco inmortalizado por Fritz von Herzmanovsky-Orlando como el coleccionista «Tío Toni»
- Roger Peyrefitte, escritor francés.
- Michel Simon, actor franco-suizo.

## Normas legales
Que una obra de arte erótico sea catalogada como obscena o no depende de los estándares de la jurisdicción y comunidad en la que se exhibe
En los Estados Unidos, el fallo de la Corte Suprema de los Estados Unidos de 1973 en el Caso Miller vs. California estableció un test de tres niveles para determinar qué se catalogaba obsceno (y por lo tanto no protegido) versus lo que era meramente erótico y, que por tanto estaba protegido por la Primera Enmienda.

Transmitiendo la opinión del tribunal, Warren Burger, presidente del Tribunal Supremo, señaló que:
Los lineamientos básicos para quien juzga los hechos deben ser: (a) si 'una persona promedio, aplicando los estándares comunitarios contemporáneos' encontraría que la obra, como un todo, apela al interés lascivo, (b) si la obra representa o describe, de una manera patentemente ofensiva, conductas sexuales específicamente definidas por la ley estatal aplicable; y (c) si la obra, como un todo, carece de valor literario, artístico, político o científico serio.
En tanto tal determinación es aún mucho más vaga que otras pruebas judiciales dentro de la jurisprudencia estadounidense, no ha reducido el número de conflictos que a menudo resultan, en particular provenientes de las ambigüedades sobre cuáles son los «estándares comunitarios contemporáneos». En sistemas jurídicos de otros países se han encontrado dificultades similares a la hora de distinguir entre erotismo y obscenidad.

## Galería

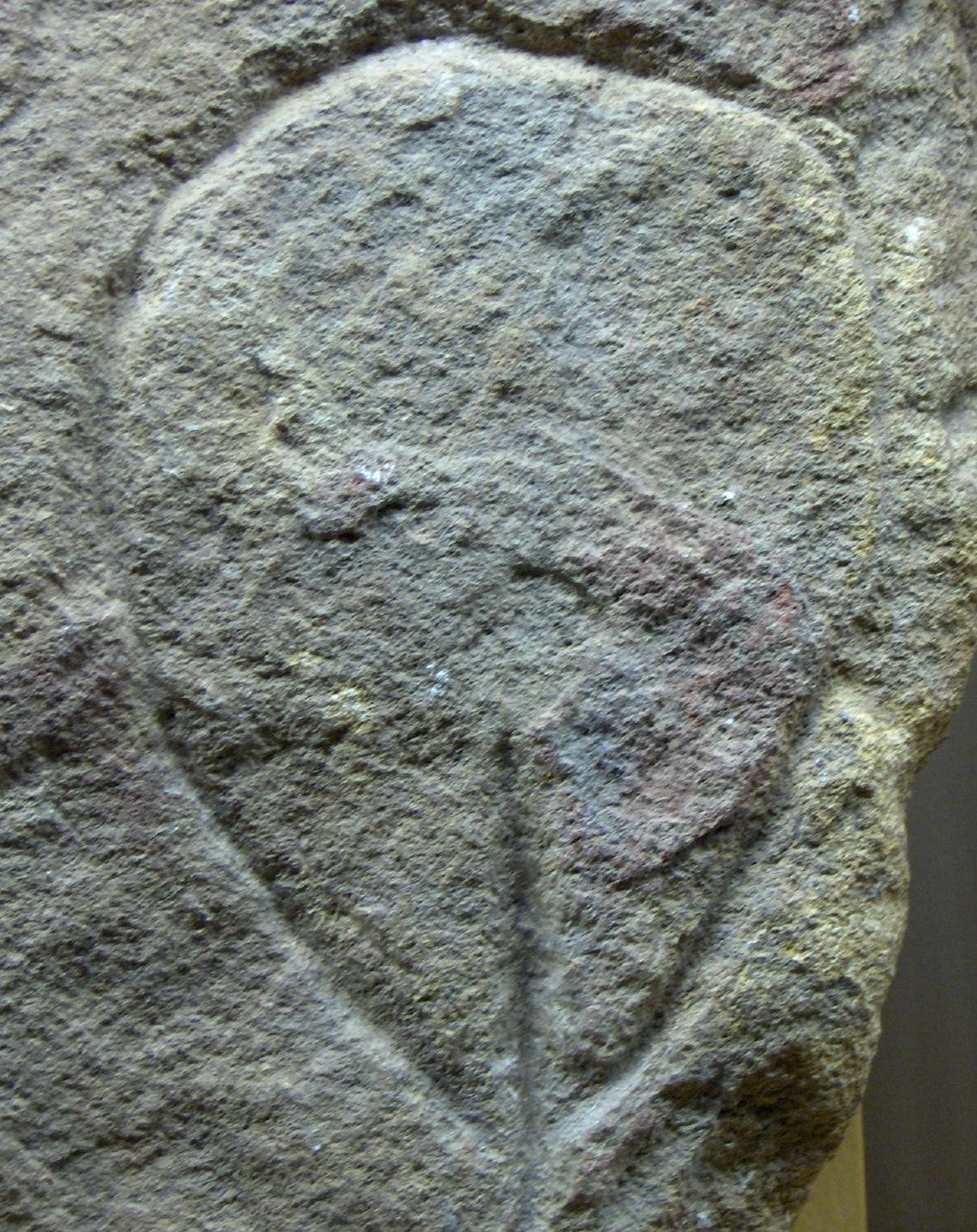
Petroglifopaleolítico de una vulva.
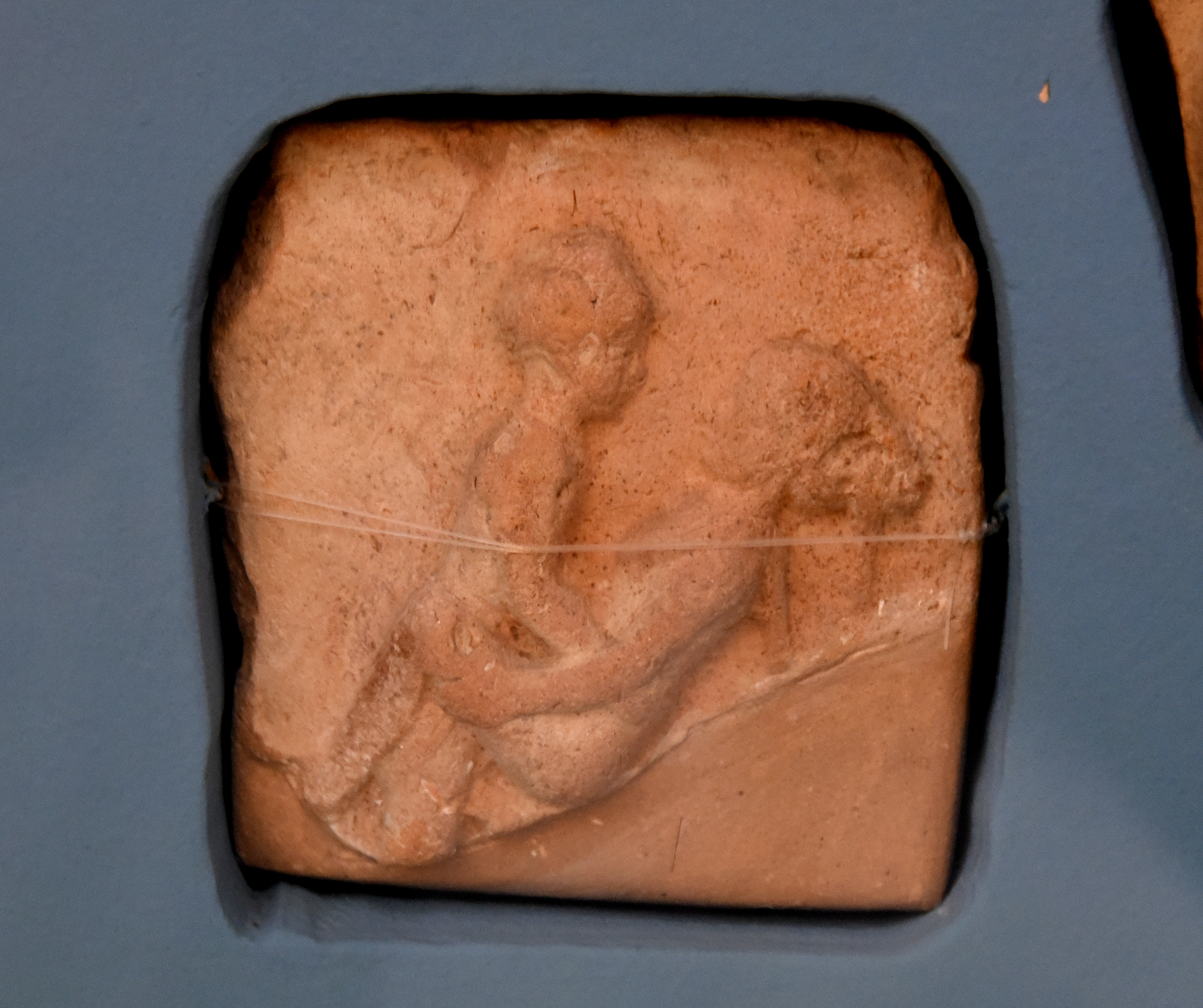
Coito entre mujer y hombre. Placa de terracota. Antiguo período babilónico. Museo del Antiguo Oriente, Estambul, alrededor de 2000-1500 a. C.
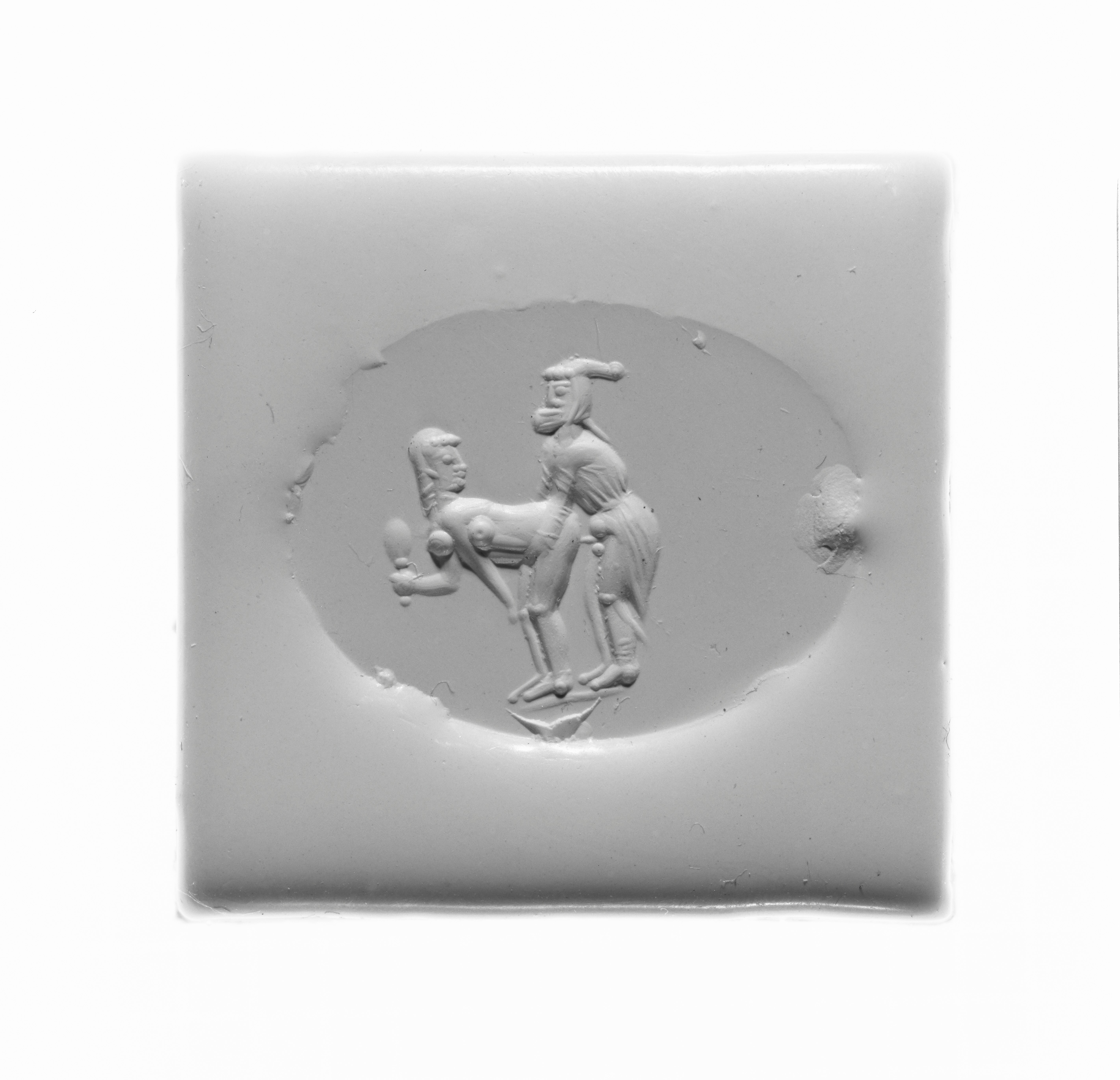
Sexo entre mujer y hombre. Escarabeo grabado, calcedonia blanca. Greco-persa. siglo IV a. C.
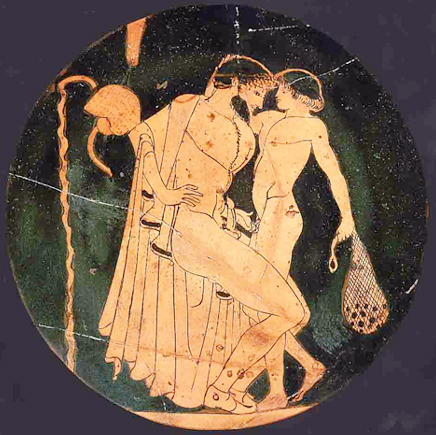
Arte en ceramica delPintor de Brigos, 480-470 a.C.
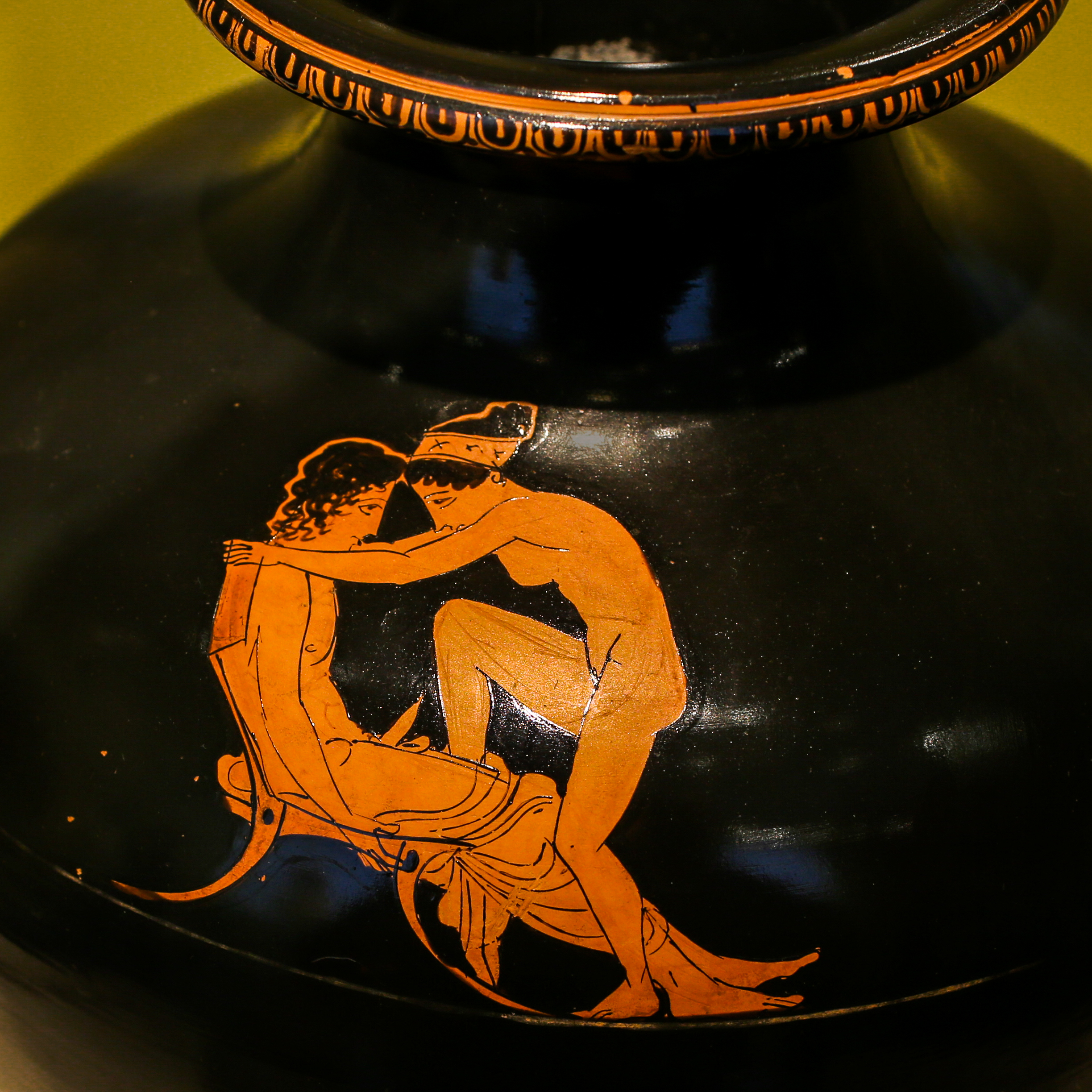
Enócoe del Pintor de Shuvalov, alrededor del 430-420 a. C.
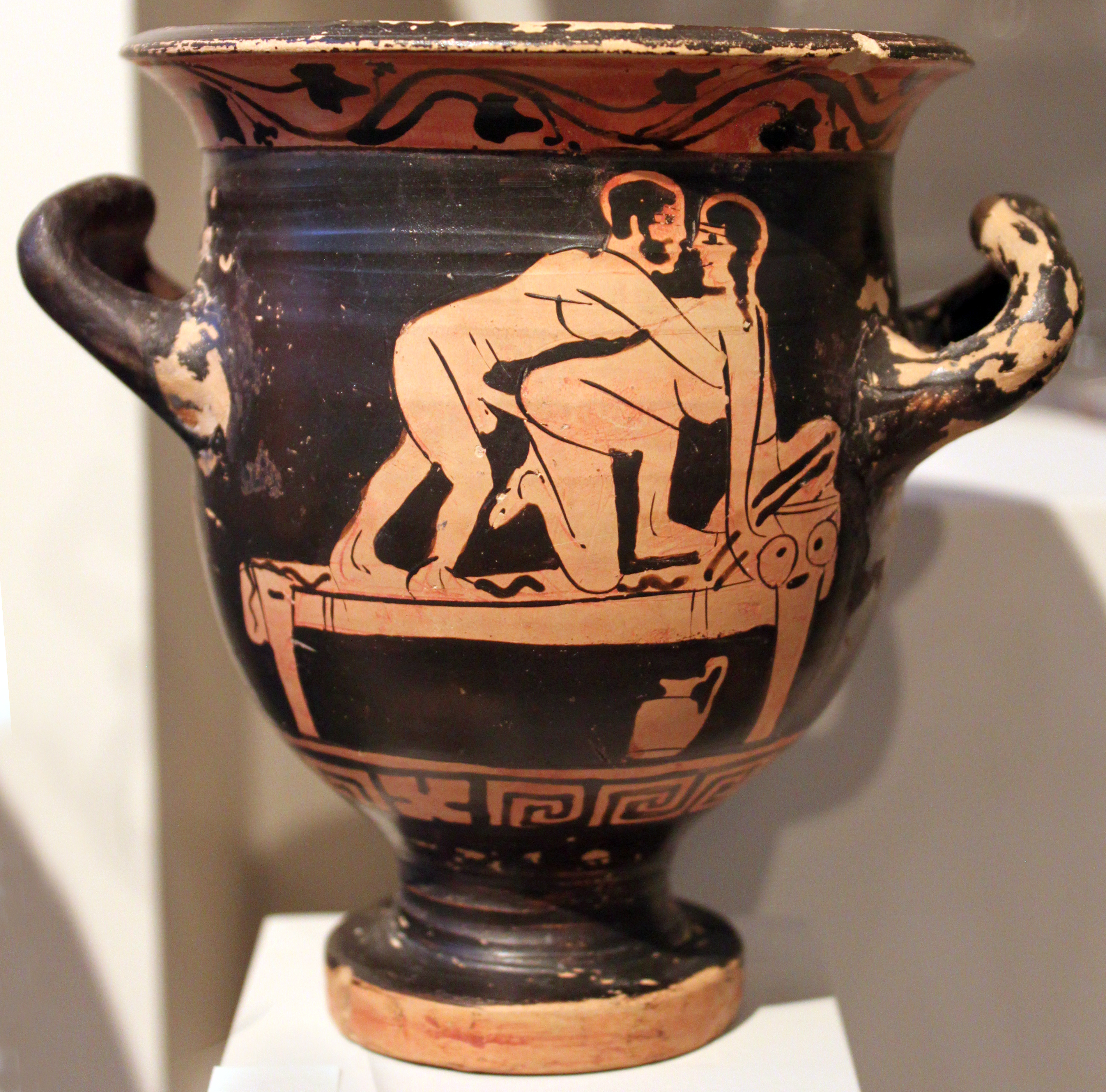
Crátera de Bell. Antigua Grecia. Finales del siglo V a. C. al IV a. C.
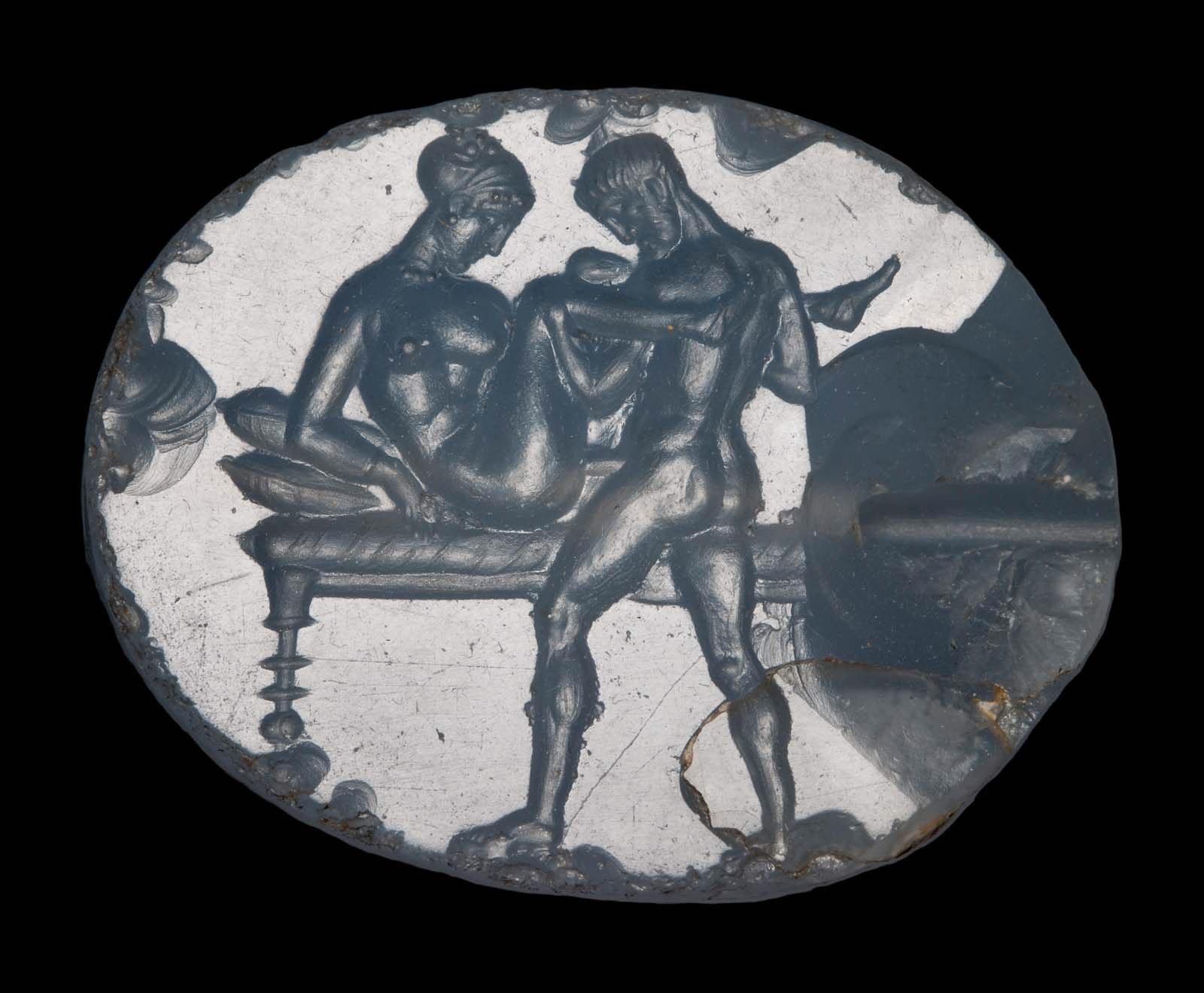
Grabado de una escena sexual en una joya antigua griega.
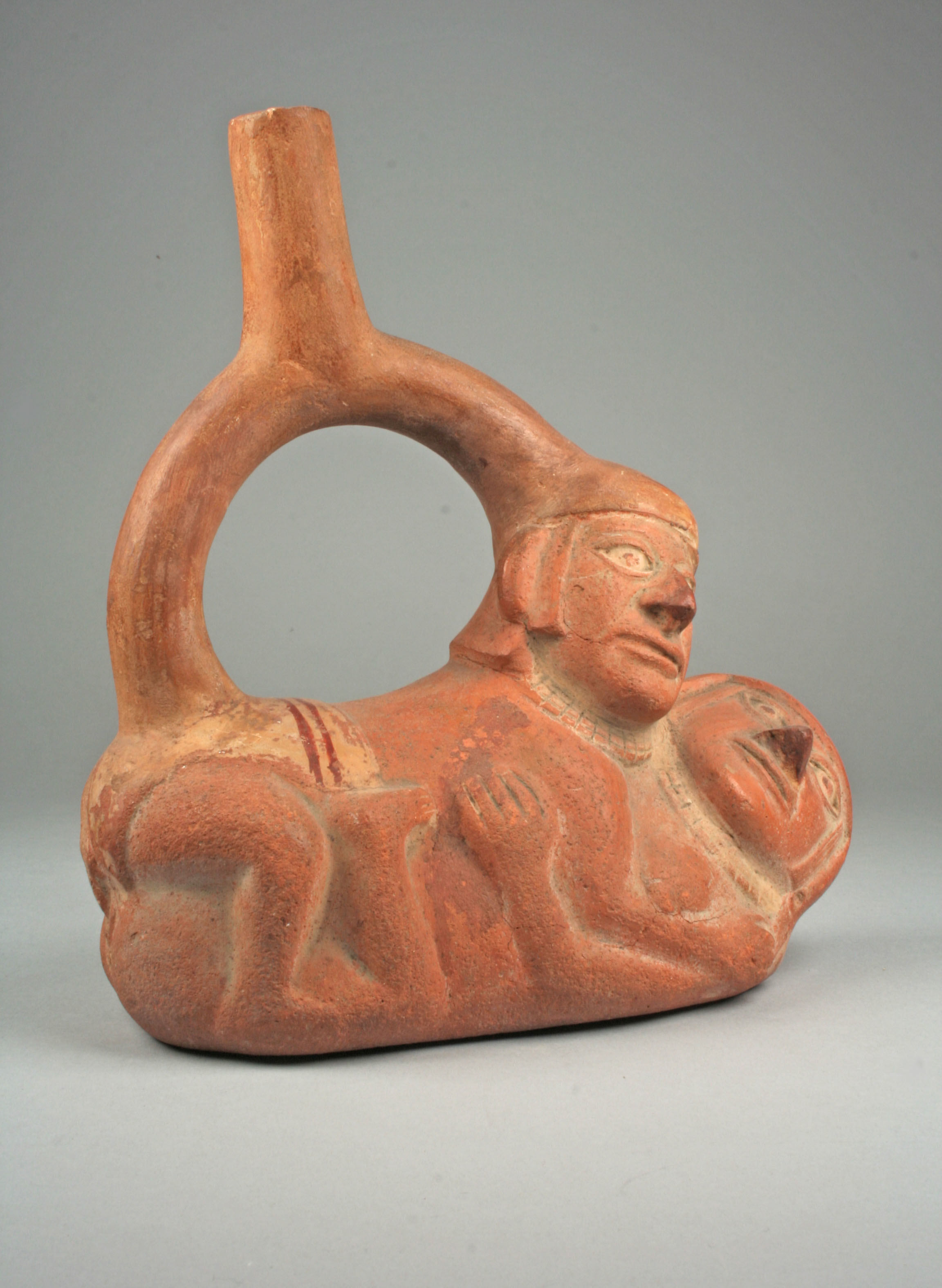
Vasija de cerámica. Cultura moche, Perú. Museo Metropolitano de Arte, Nueva York. 300–600 d.C.
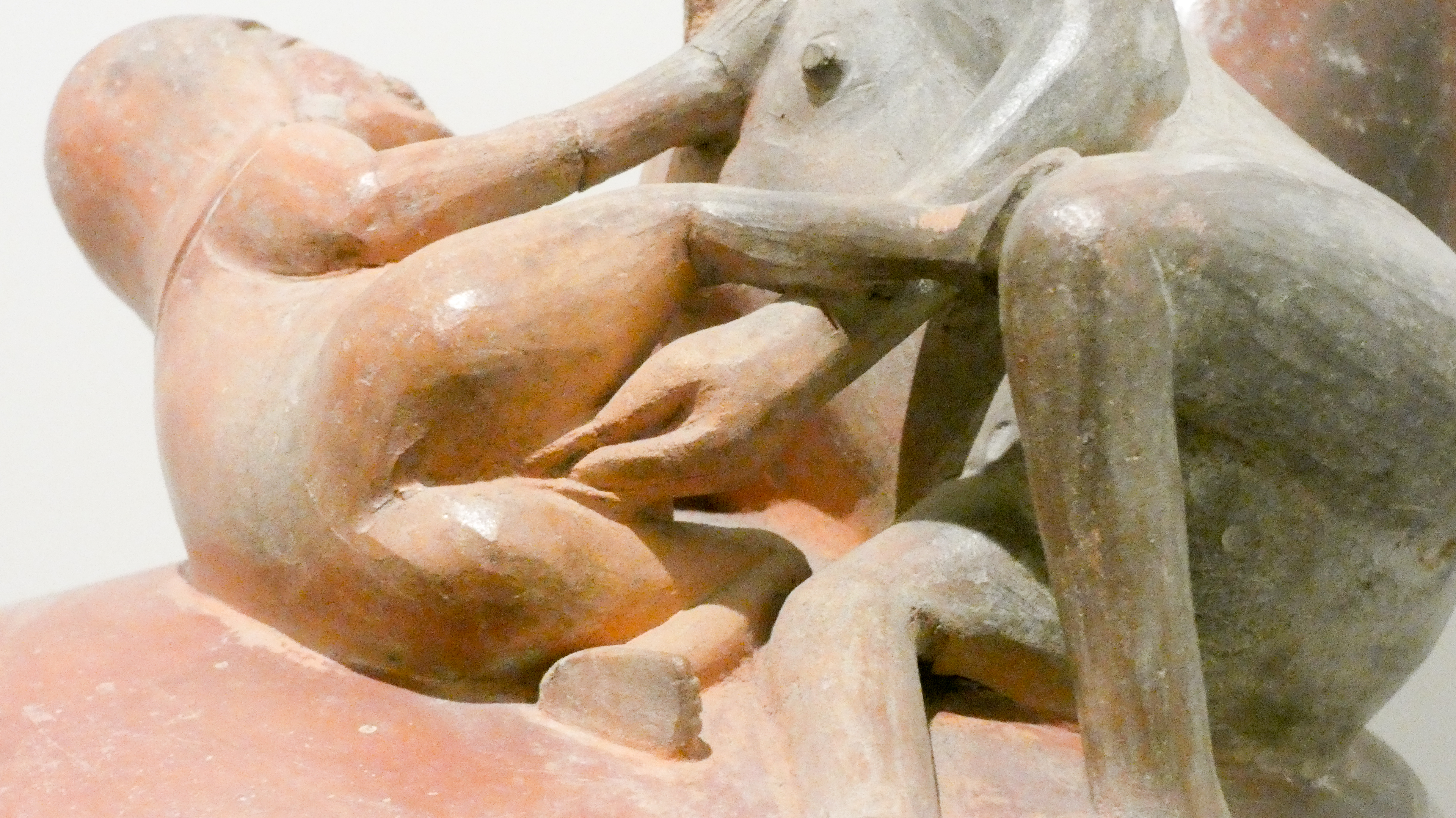
Vasija de cerámica. Precolombino. Museo Larco, Lima.
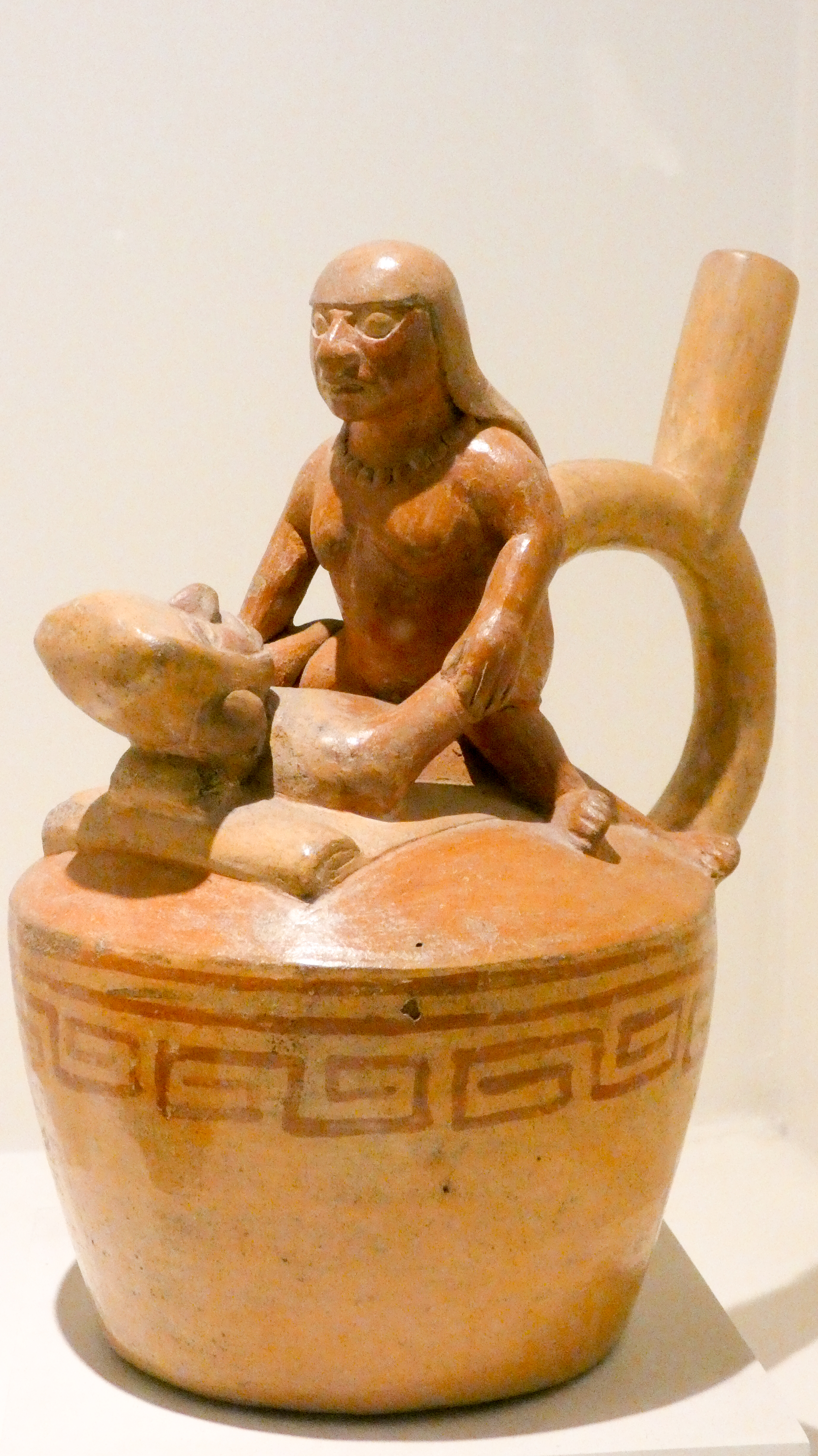
Vasija de cerámica. Precolombino. Museo Larco, Lima.
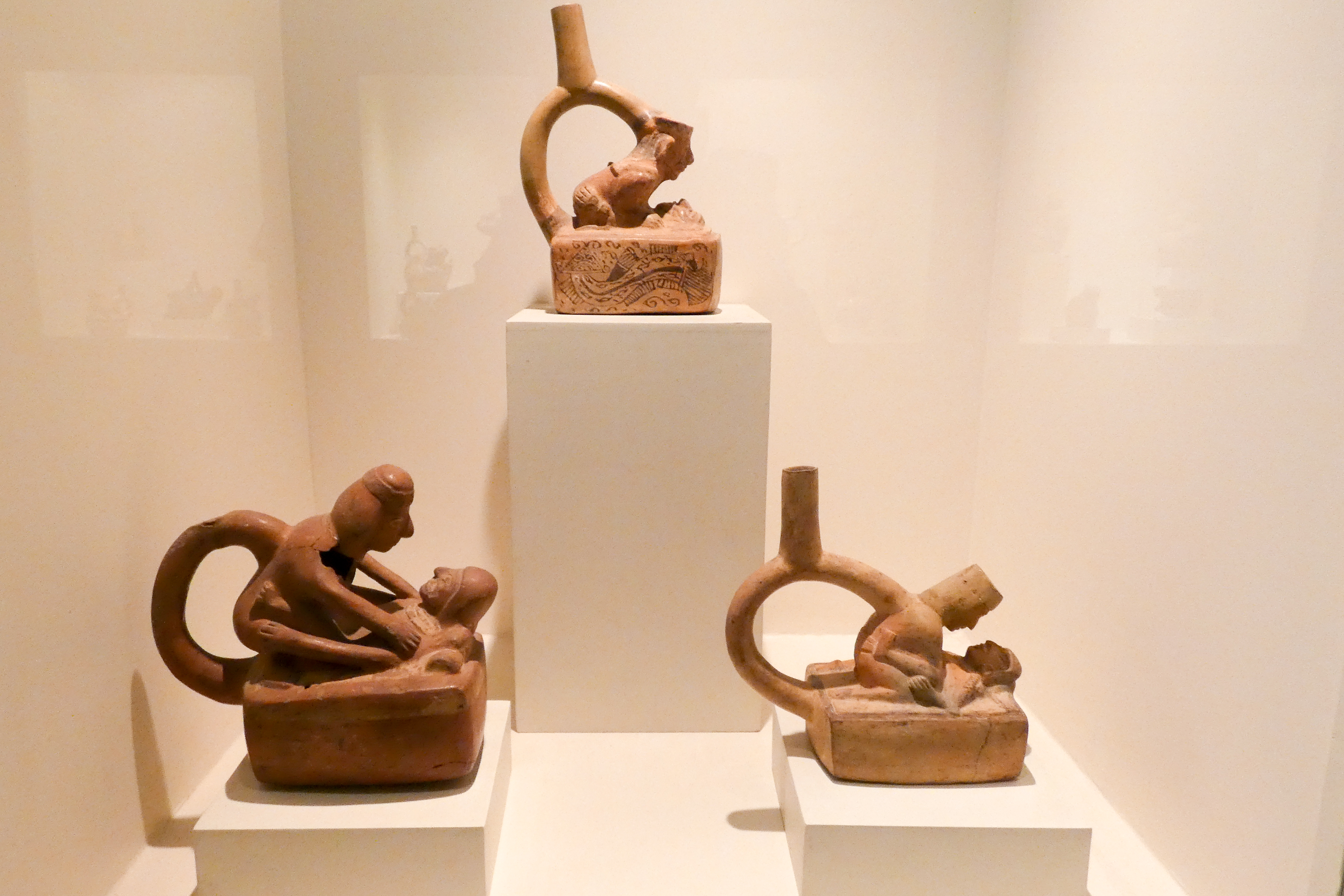
Vasijas de cerámica. Precolombino. Museo Larco, Lima.
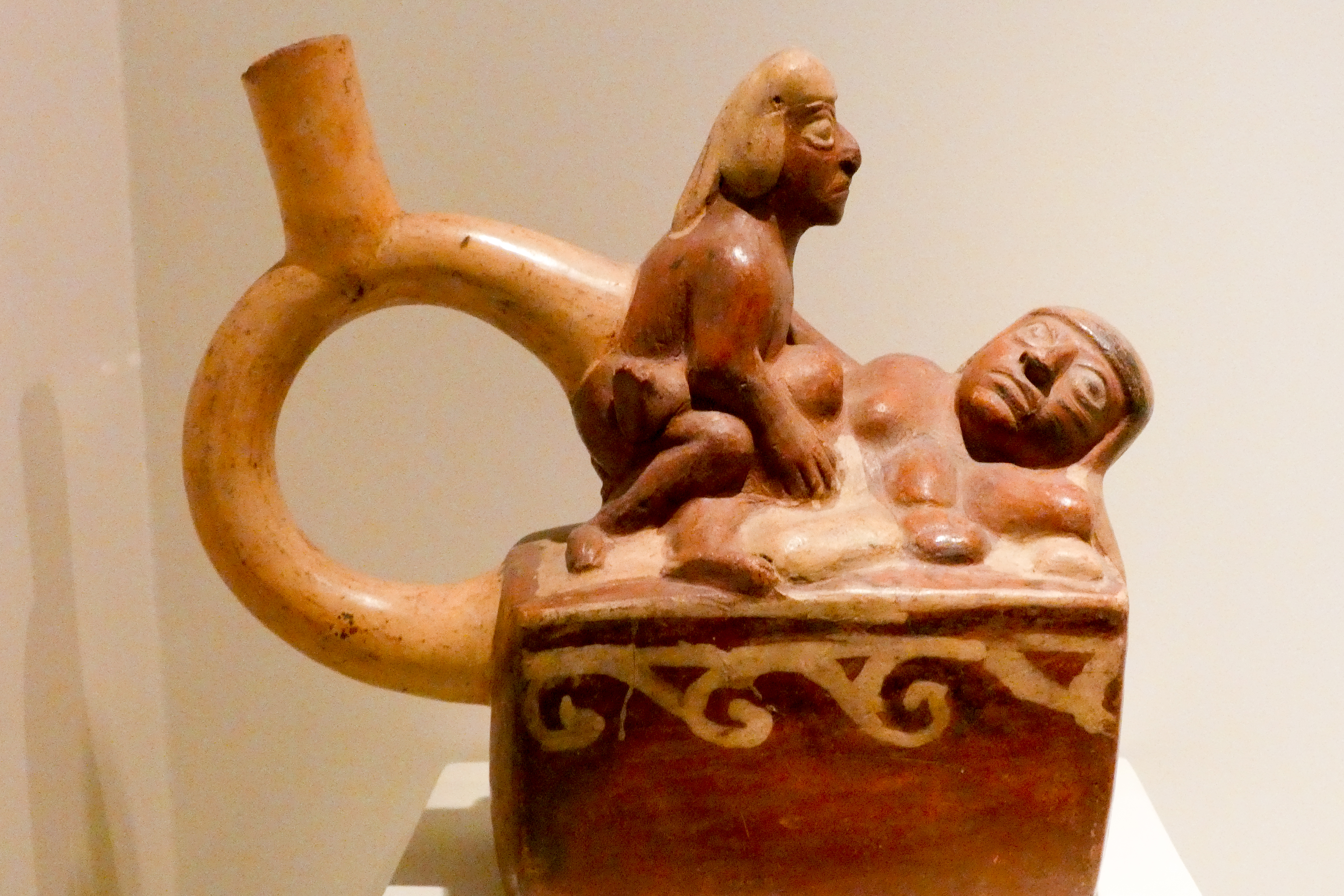
Vasija de cerámica. Precolombino. Museo Larco, Lima.
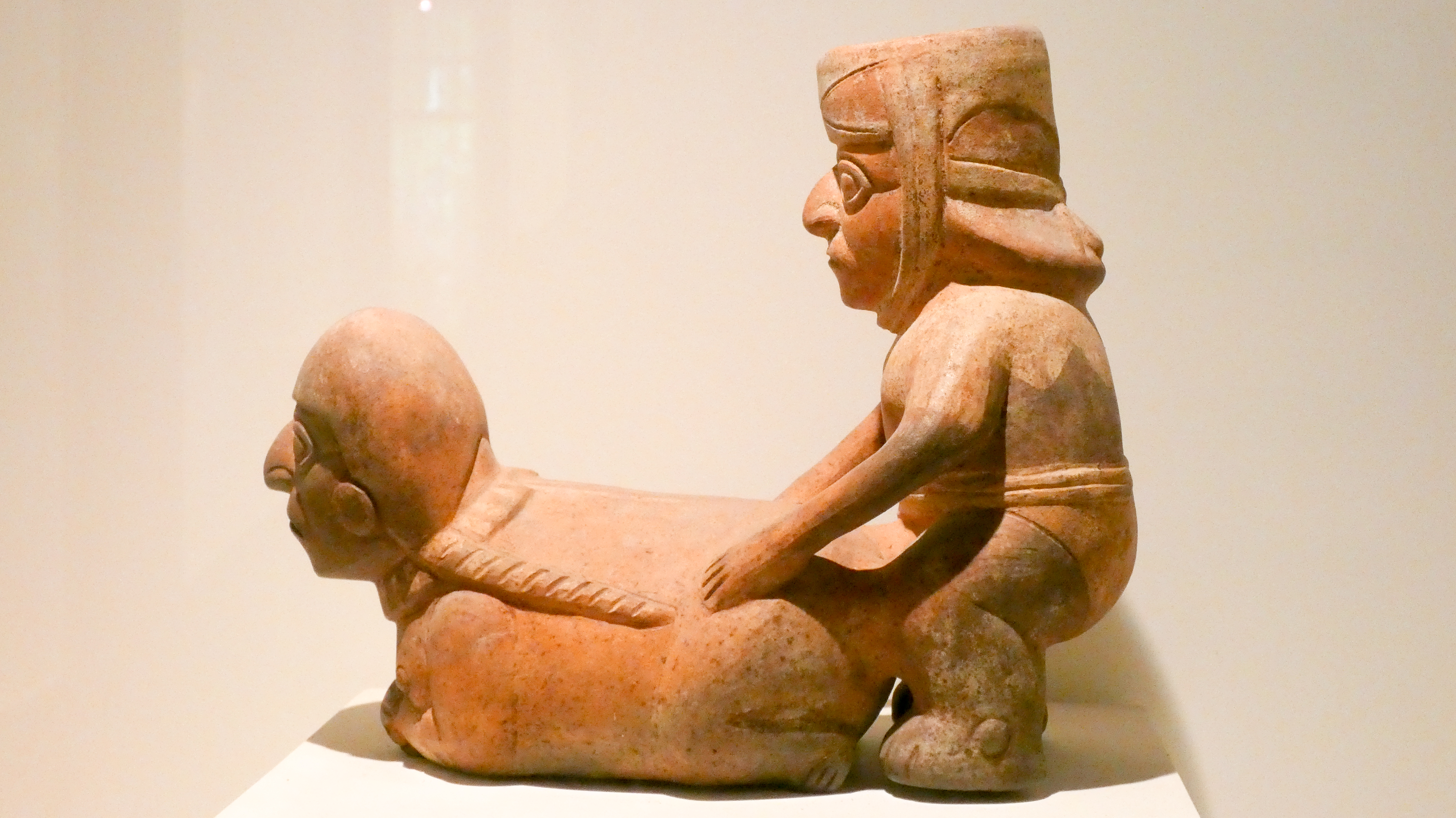
Vasija de cerámica. Precolombino. Museo Larco, Lima.
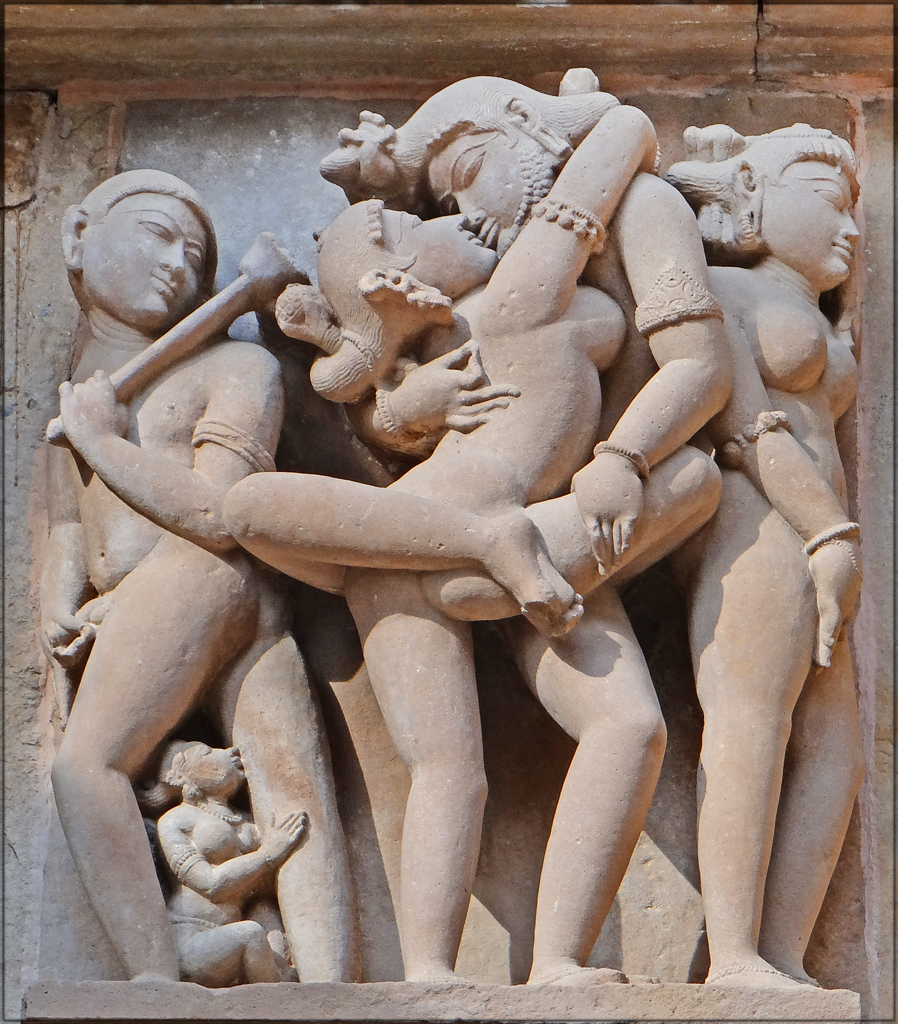
Talla tántrica en elTemplo de Lakshmana, Khajuraho, India
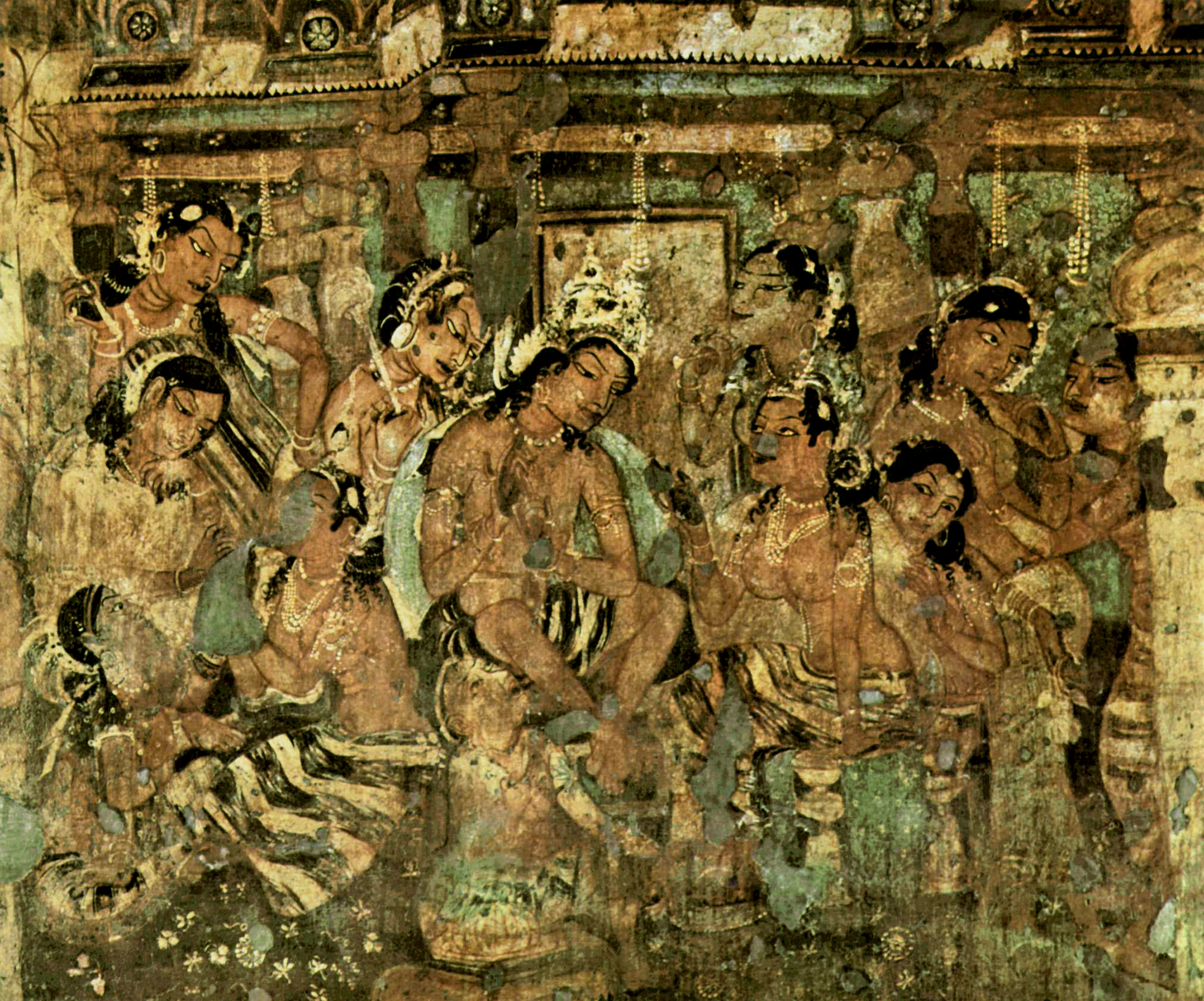
Frescos. Cuevas de Ajanta, siglos VI-VII dC
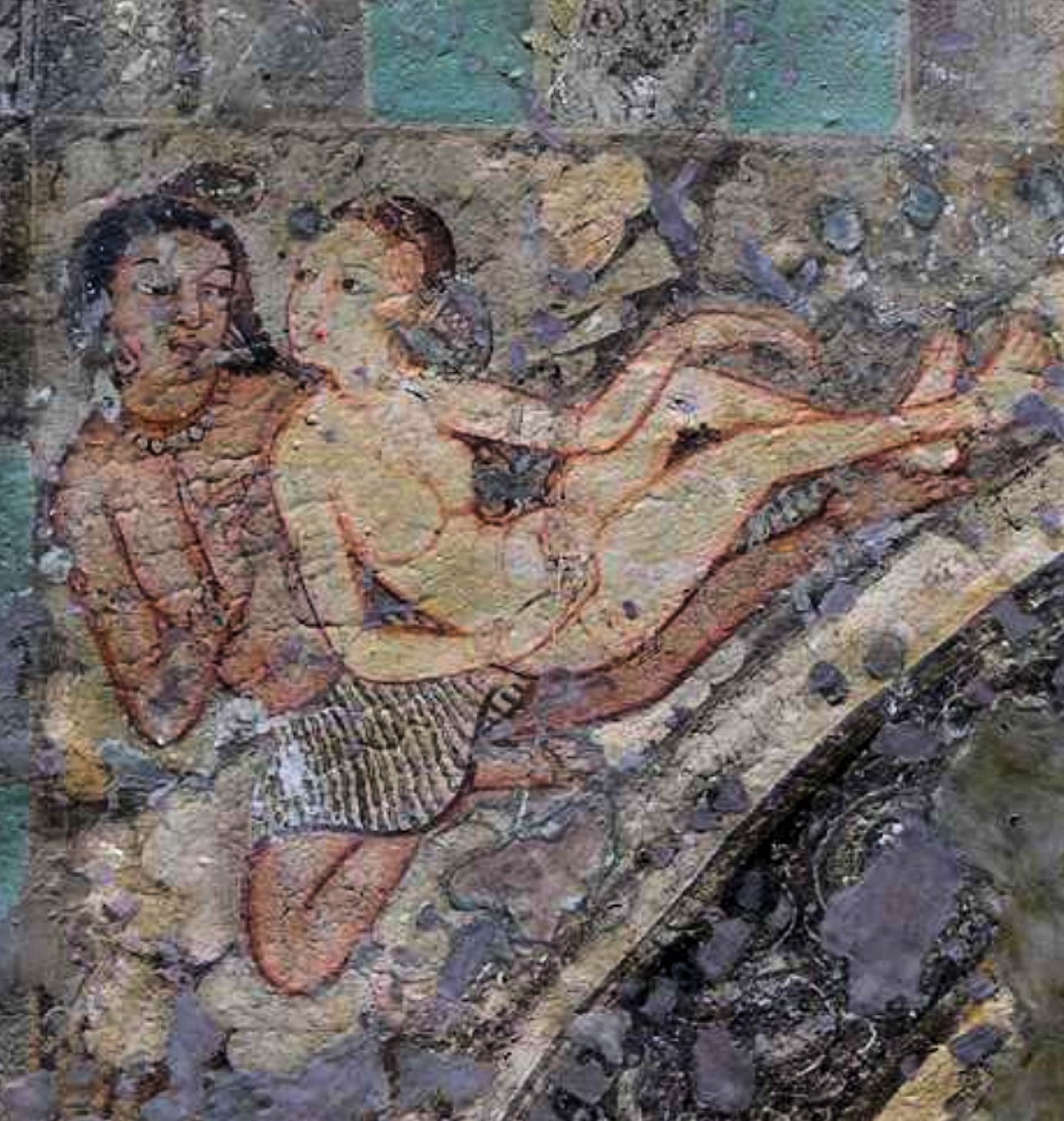
Fresco. Cuevas de Ajanta. Siglos VI-VII dC
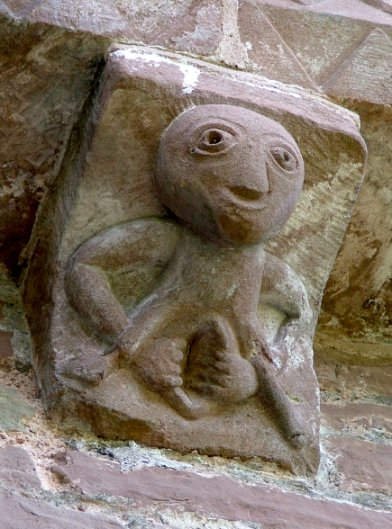
Sheela na Gigen Kilpeck, Inglaterra, siglo XII.
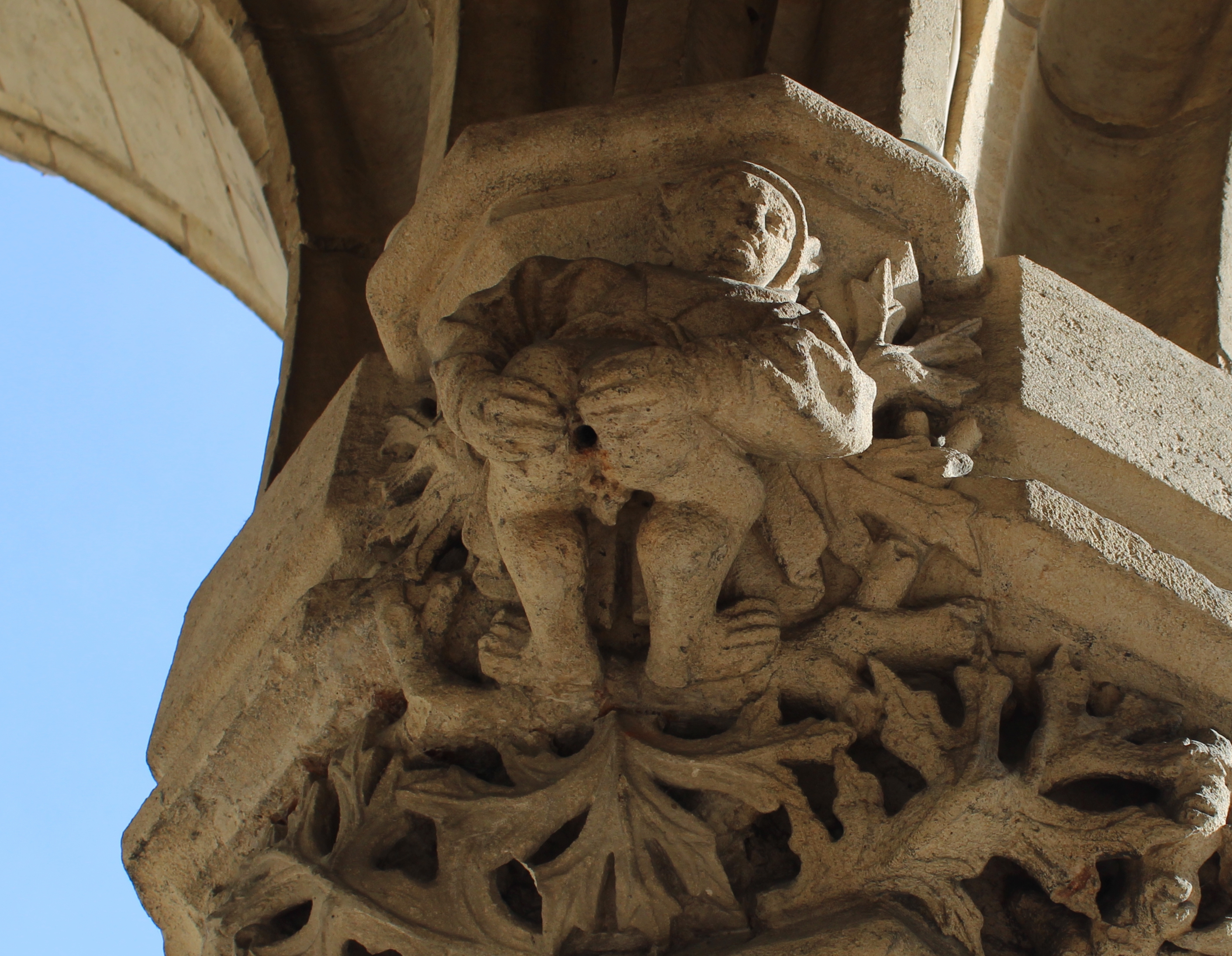
Hôtel-de-Ville de Saint-Quentin. San Quintín, Francia. Entre 1331 y 1509
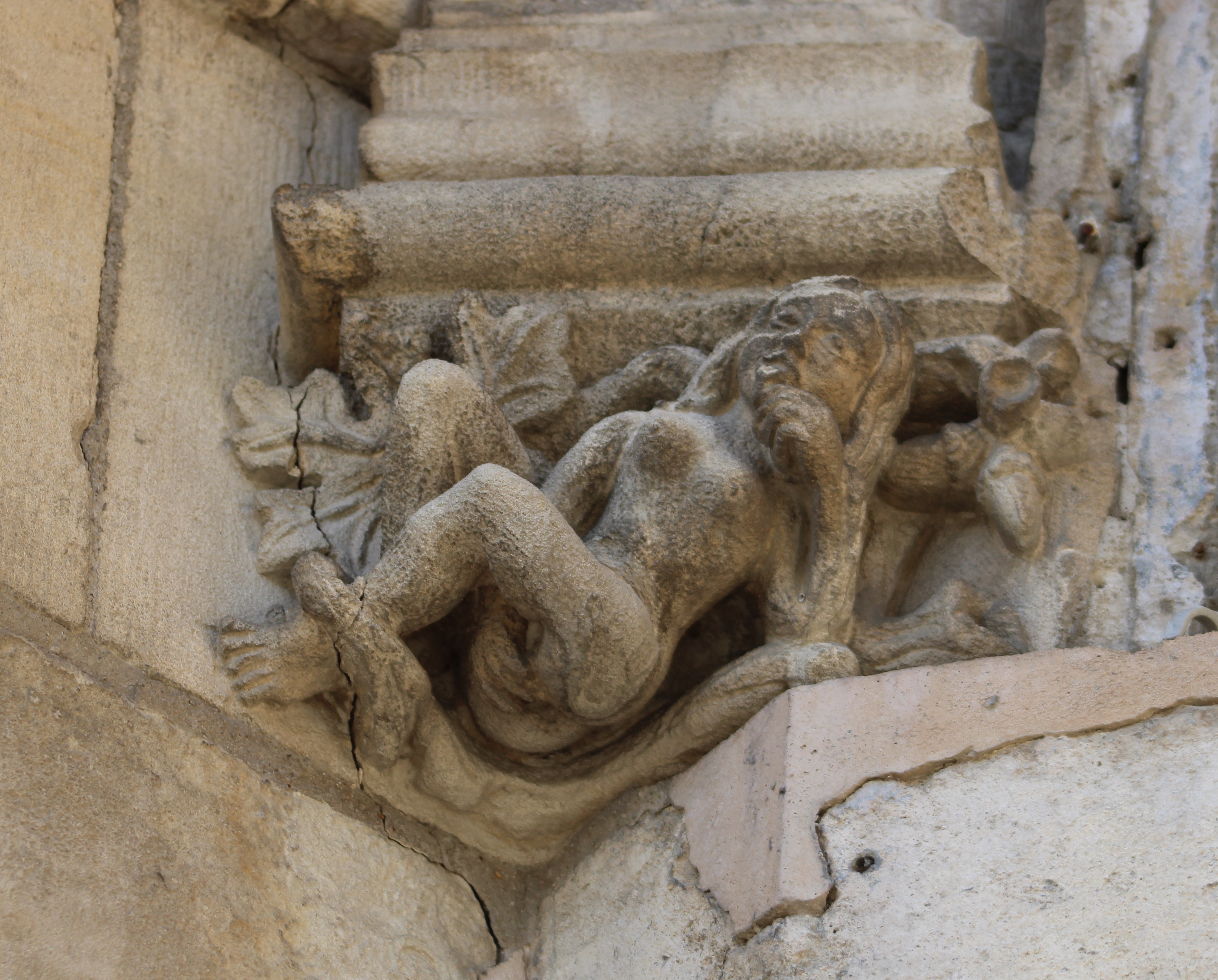
Masturbación. Hôtel-de-Ville de Saint-Quentin. San Quintín, Francia. Entre 1331 y 1509.
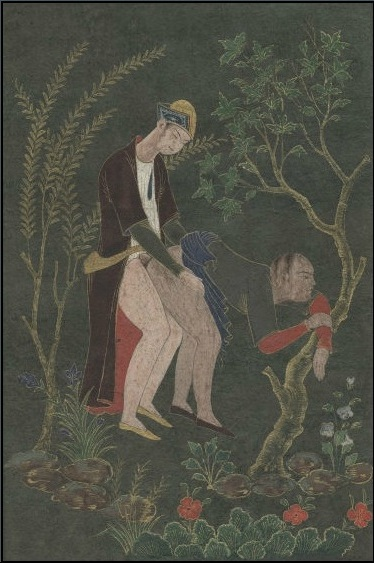
Sexo anal entre dos hombres. Guache sobre papel. Pintura safávida. Galería del Instituto Kinsey. 1720
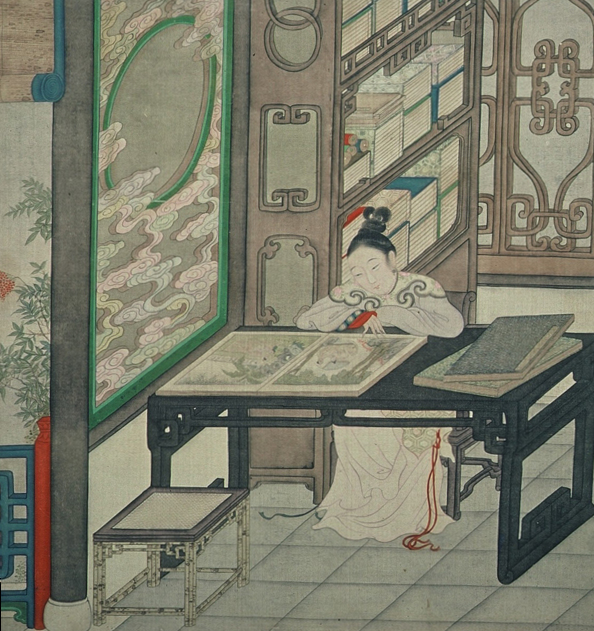
Pinturas de sexo vistas en un álbum erótico, de mediados a finales del siglo XVIII.
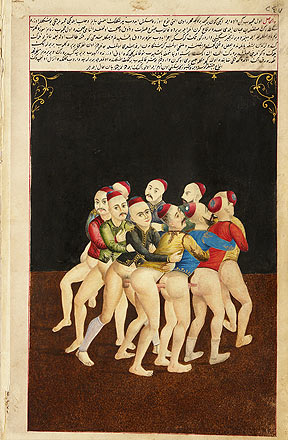
Manuscrito erótico de Tuhfet Ul-Mulk, 1773
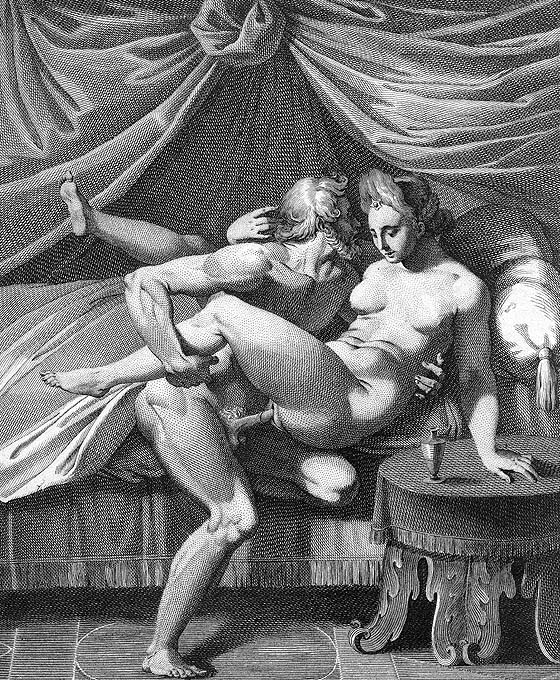
Júpiter y Juno. Jacques Joseph Coiny. 1798.
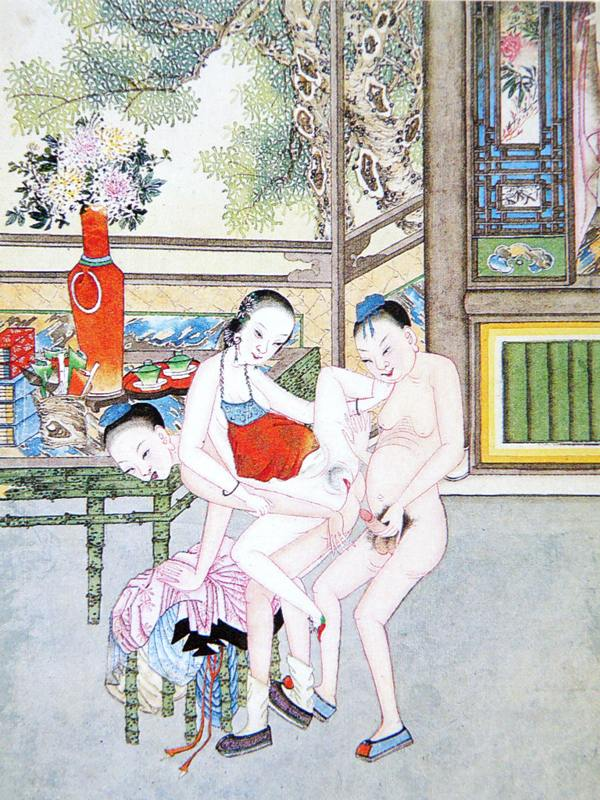
Ilustración del Palacio de Primavera (también conocido comoChun Gong Tu, 春宮圖). Dinastía Qing. 1636-1912.
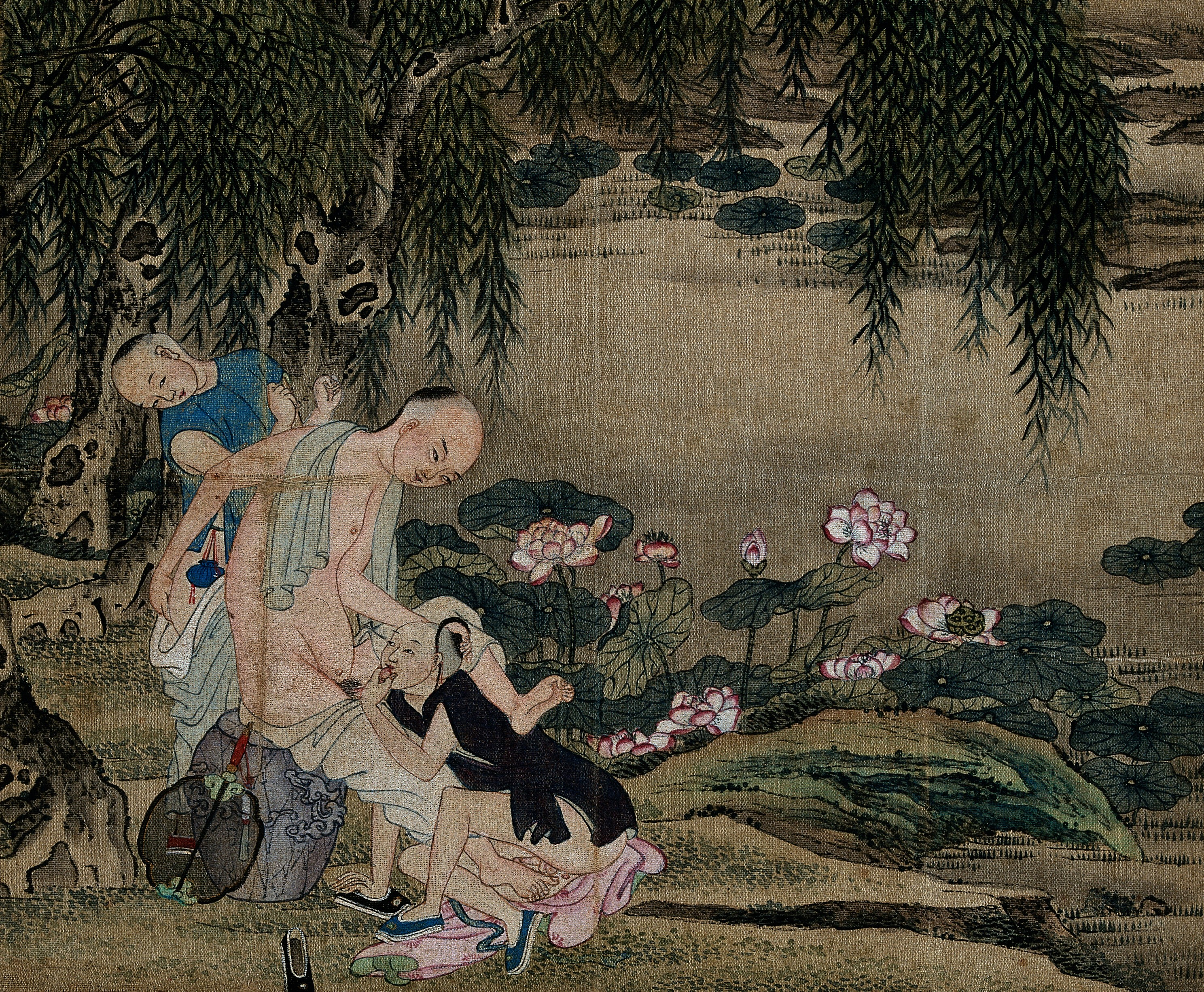
Arte Erótico Chino. Pintura en guache. Fecha de creación incierta entre 1800 y 1899.
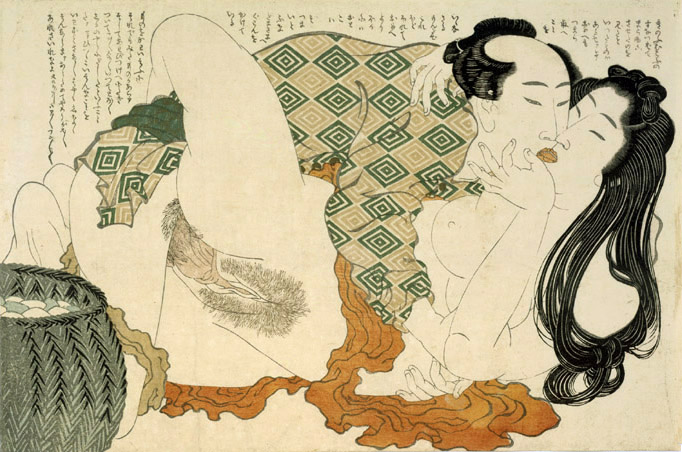
Hokusai, La planta Adonis (Fukujusō), 1815
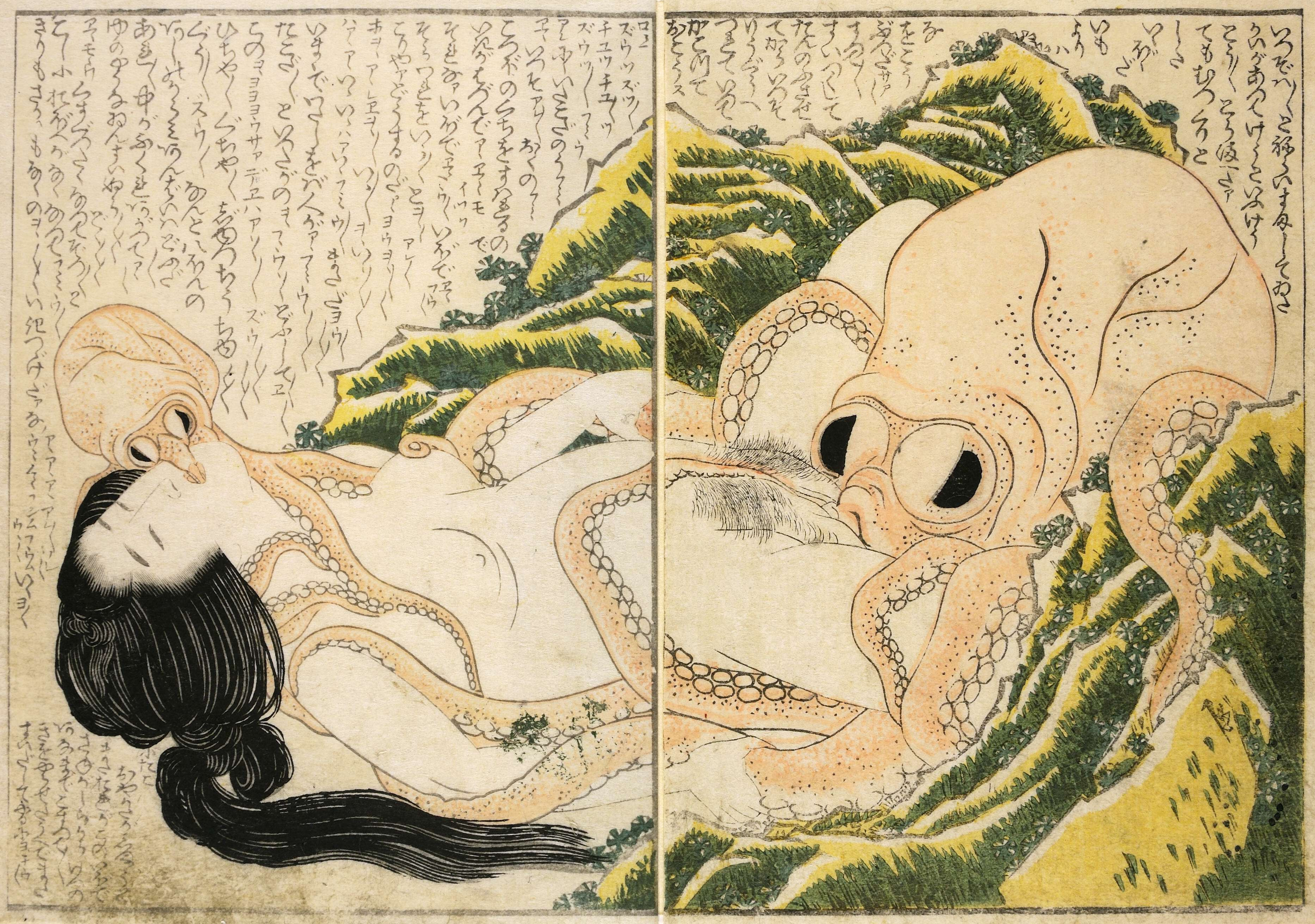
Hokusai, El sueño de la esposa del pescador., C. 1820
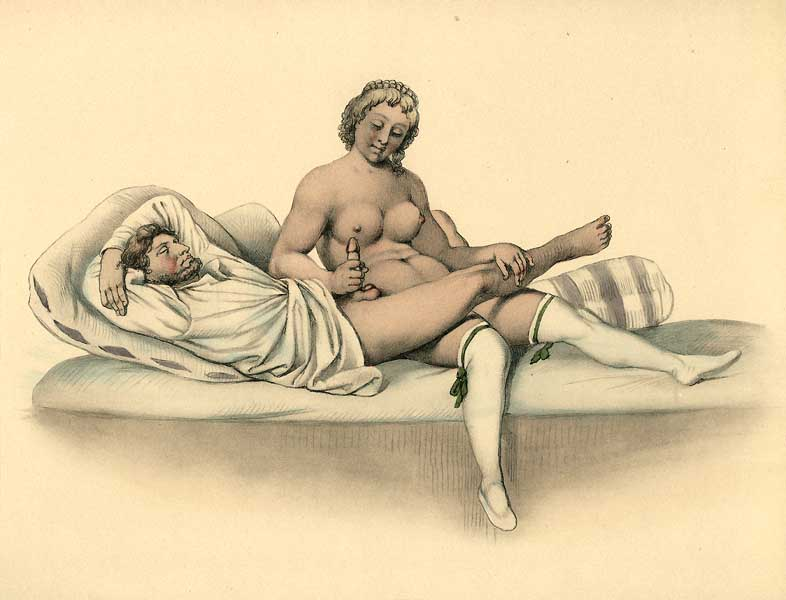
Escena erótica. Acuarela. Peter Johann Nepomuk Geiger. 1840.
Gustave Courbet, El origen del mundo, 1866
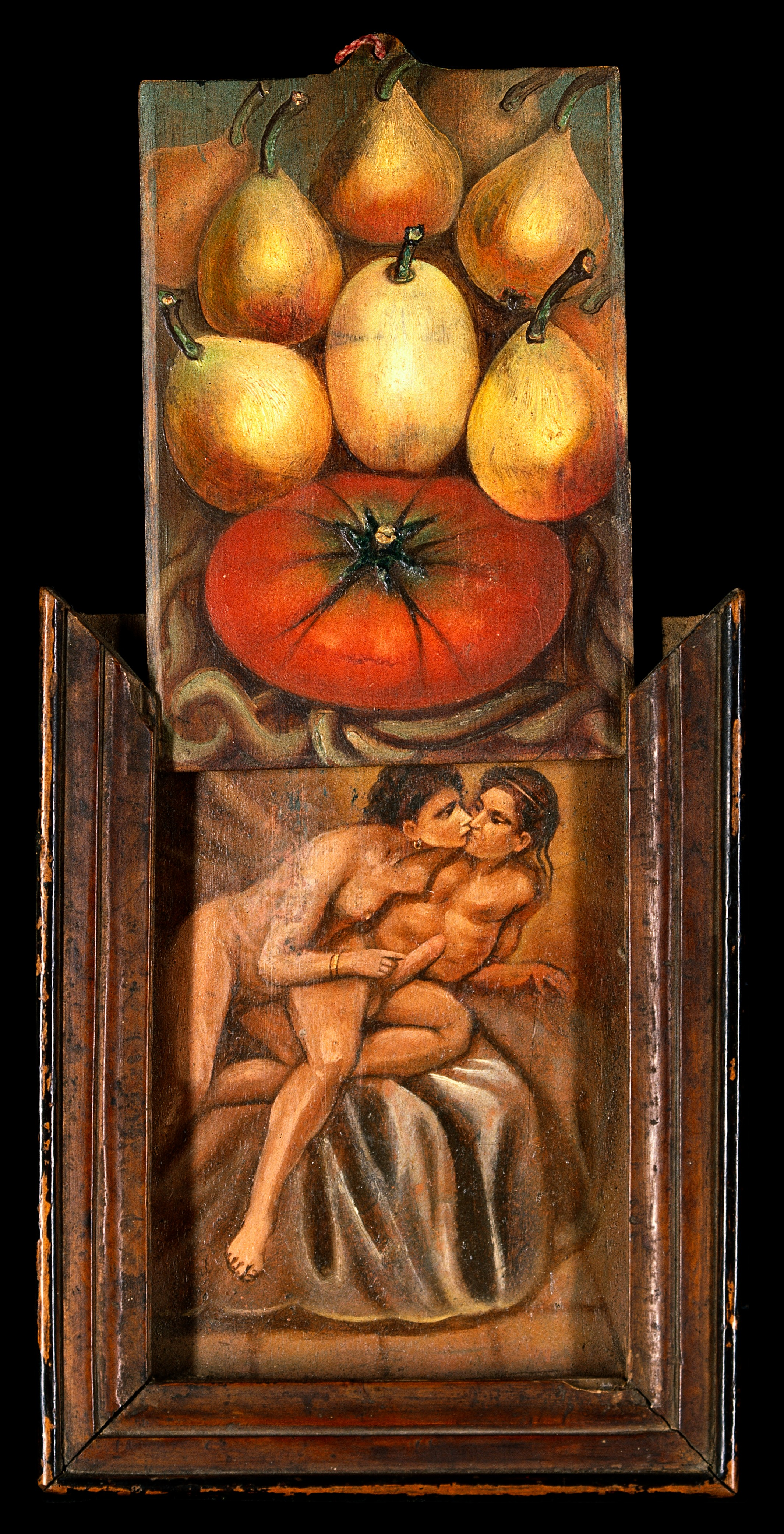
Pintura de una escena erótica tras un cuadro de higos y un tomate. Summonte. 1800 a 1899?
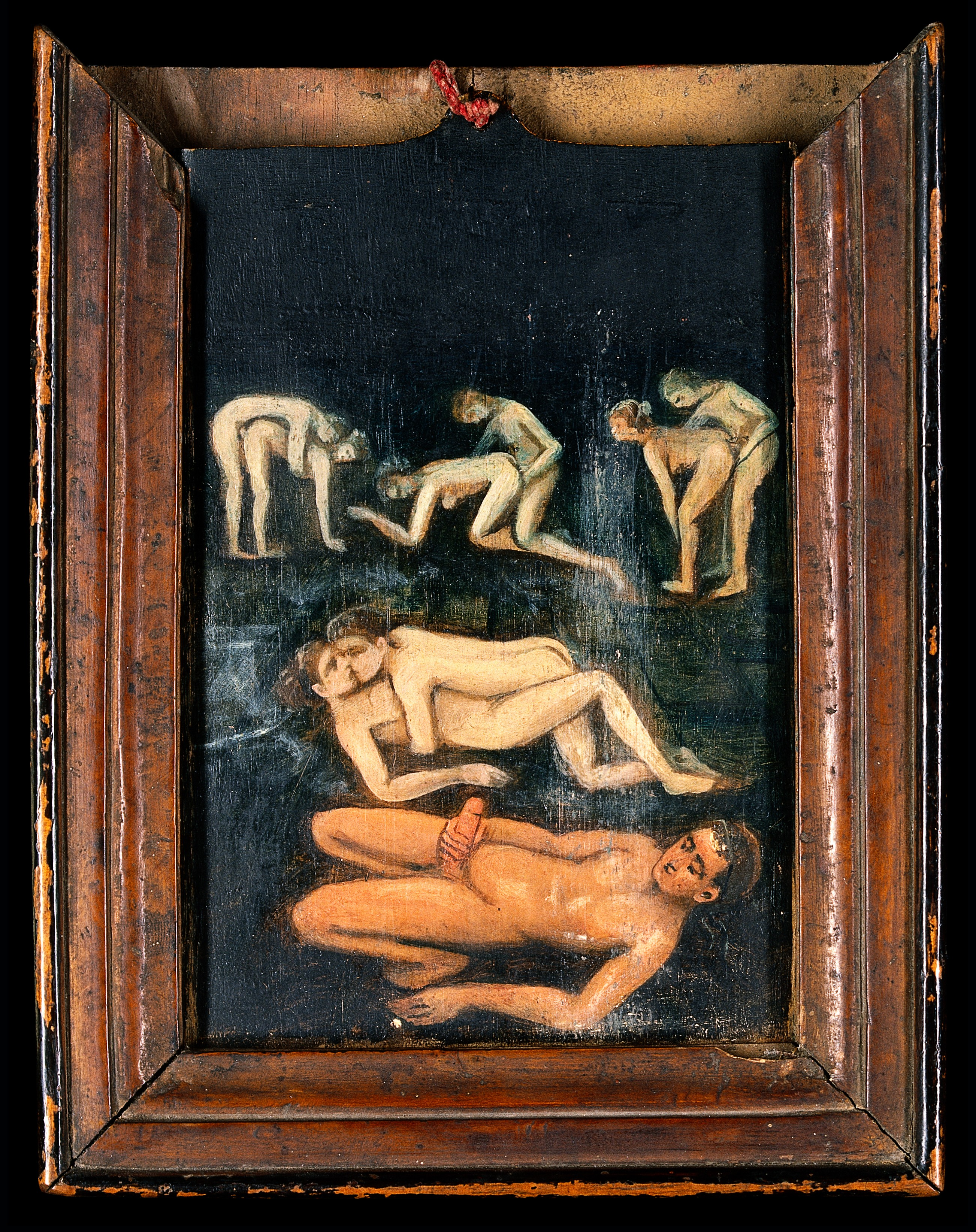
Escena erótica en el reverso del cuadro de higos y tomate de Summonte. 1800 a 1899?
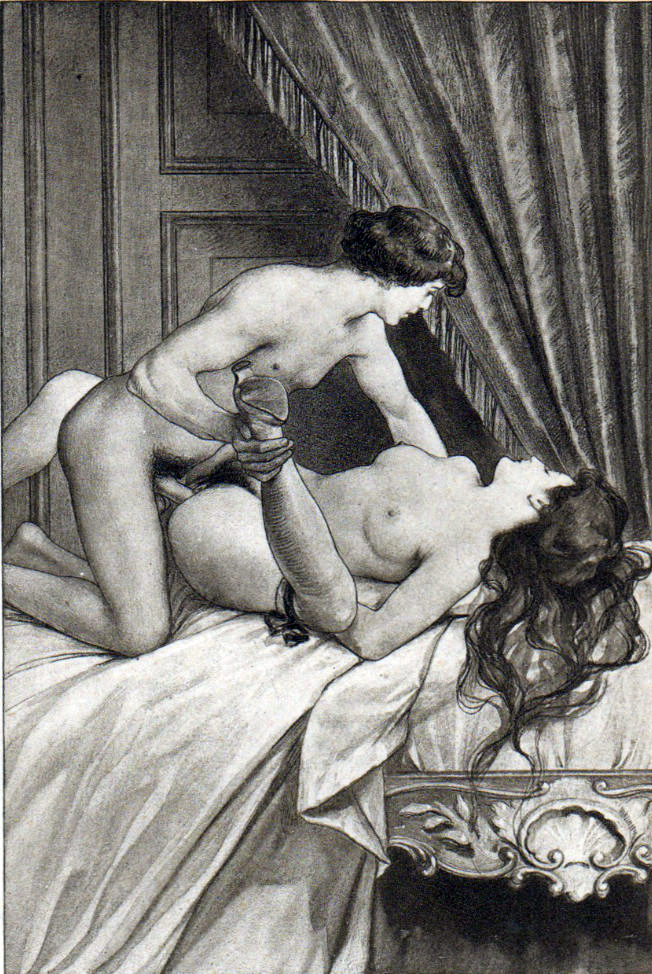
Pablo Avril, ilustración para Fanny Hill, 1907
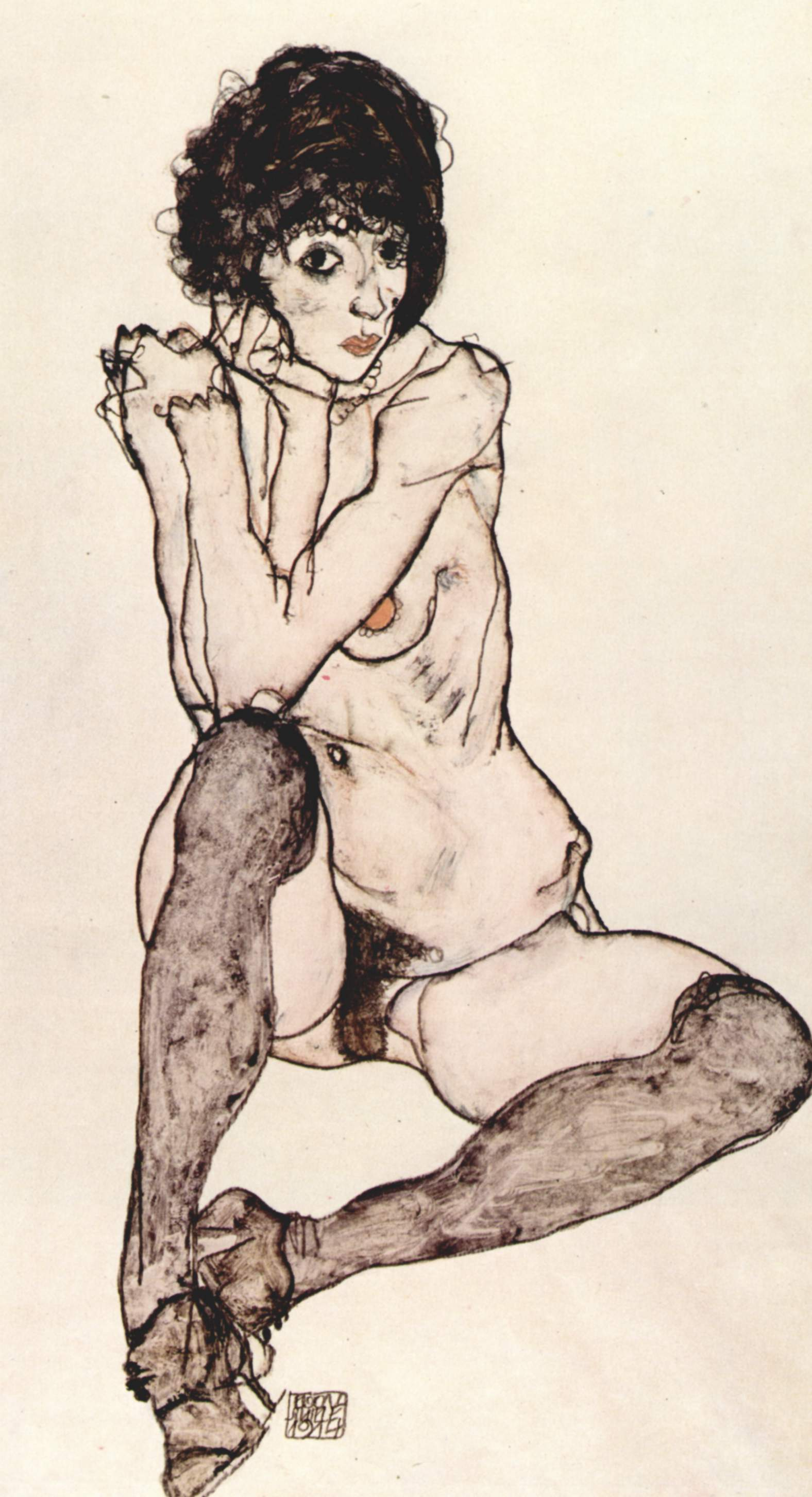
Egon Schiele, desnudo sin título, 1914
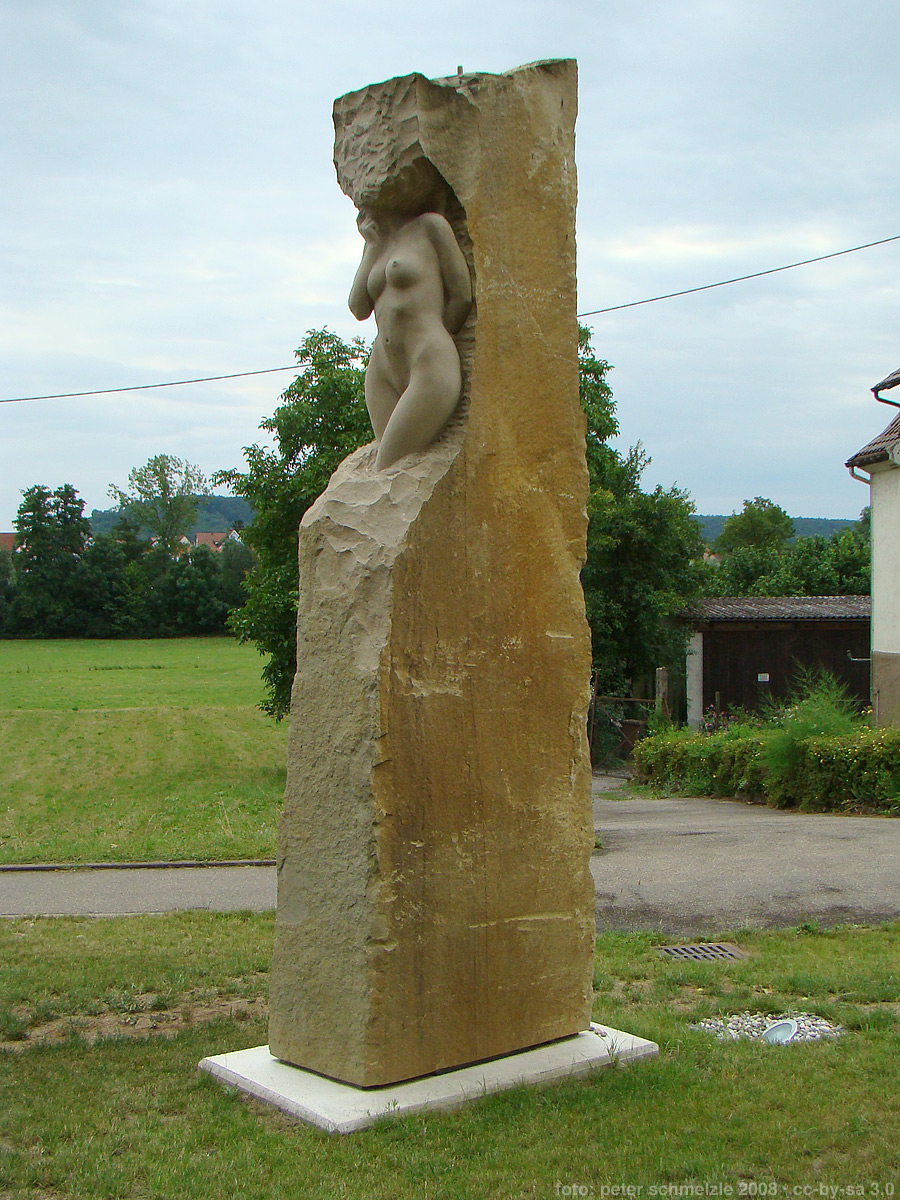
Escultura hiperrealista de la lasciva princesa Europa del escultor alemánGeorg Víctor, 2014